# Velociraptor
Velociraptor (lat. ‘ladrón veloz’) es un género con dos especies conocidas de dinosaurios terópodos dromeosáuridos que vivieron hacia finales del período Cretácico, hace de 75 a 71 millones de años, durante el Campaniaense, en lo que es hoy Asia. Durante mucho tiempo solo se ha reconocido una especie, Velociraptor mongoliensis, cuyos fósiles se han hallado en Asia Central, en Mongolia, pero una segunda especie, Velociraptor osmolskae, fue nombrada en 2008 a partir de material craneal procedente de Mongolia Interior, en China.

Aunque más pequeño que otros dromeosáuridos como Deinonychus y Achillobator, Velociraptor tenía muchos rasgos anatómicos similares a ellos. Fue un carnívoro bípedo, con una cola larga y rígida, con plumas características y unas garras grandes con forma de hoz en cada pata, que probablemente le facilitaba el matar a sus presas. A diferencia de otros dromeosáuridos, Velociraptor poseía un cráneo bajo y alargado, y un hocico chato, dirigido hacia arriba. Poseía patas traseras de gran longitud, lo que expresa (al igual que el nombre) su aparente gran velocidad.
Debido a su destacada aparición en la novela de Michael Crichton Parque Jurásico, Velociraptor, en la película su nombre está a menudo abreviado en «raptor» o «raptores» y son representados mucho más grandes, es uno de los géneros de dinosaurios más conocidos por el público general. En la vida real, Velociraptor era aproximadamente del tamaño de un pavo, considerablemente más pequeño que los reptiles de aproximadamente dos metros de altura y noventa kilogramos que aparecen en novelas y películas, que se basaron en Deinonychus, estrechamente emparentado y que se había propuesto como una especie del género, cosa que fue rechazada por los científicos. También es bien conocido por los paleontólogos, con no menos de una docena de esqueletos fósiles desenterrados, la mayor cantidad descubierta de un dromeosáurido. Un espécimen particularmente famoso es el que muestra a un Velociraptor enzarzado en una batalla con un Protoceratops.

## Descripción

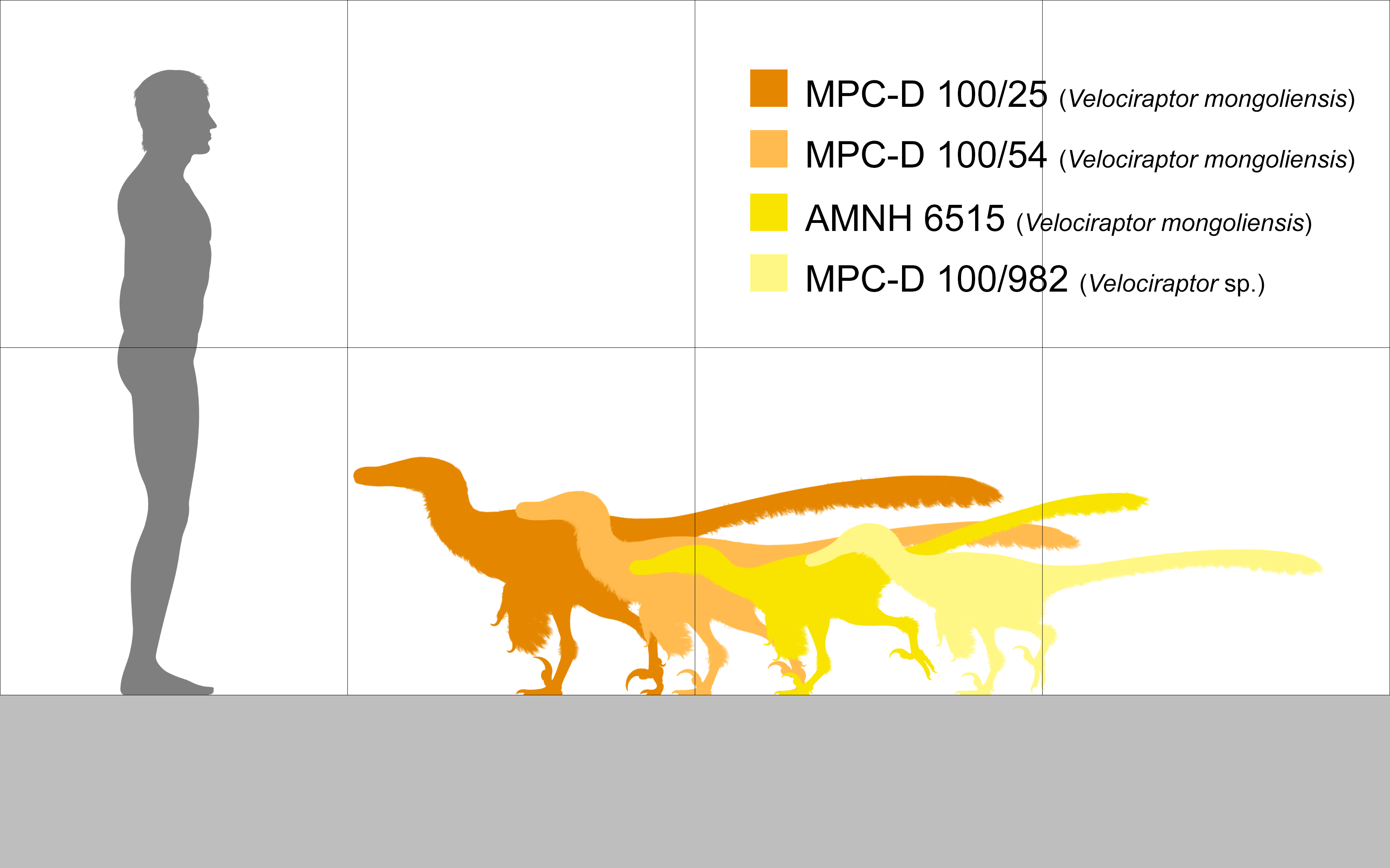
Comparación de tamaño entre varios especímenes de Velociraptor y un ser humano de 1.8 m de altura.

Para ser un dromeosáurido, Velociraptor era relativamente pequeño, más pequeño que Deinonychus antirrhopus y Achillobator; los adultos alcanzaban en promedio una longitud de 1.8 m, y 0.5 m de altura a la cadera, pesando cerca de quince kilogramos. El rango de tamaños varía de 1.5 a 2.07 m de largo, con una masa corporal de entre 15 y 18.3 kg.
Es posible que Velociraptor estuviese cubierto de plumas, no solo plumón cobertor sino que también presentara plumas complejas en los antebrazos semejantes a las rémiges de las aves actuales. Sin embargo, este curioso animal nunca pudo volar. Prominentes puntos de inserción en los antebrazos, posibles sitios de unión de las plumas del «ala» e indicadores directos de una cubierta de plumas, se han informado del cúbito de un solo espécimen de Velociraptor, IGM 100/981, que representa un animal de aproximadamente 1.5 m de largo y quince kilogramos de peso. El espacio de seis protuberancias conservadas sugiere que pueden haber estado presentes ocho protuberancias adicionales, lo que da un total de catorce protuberancias en las que se desarrollaron grandes plumas secundarias, plumas de «ala» que se derivan del antebrazo. Sin embargo, el número de muestra se ha corregido a IGM 100/3503 y su remisión a Velociraptor puede requerir una revaluación, en espera de más estudios. Sin embargo, existe una fuerte evidencia filogenética de otros parientes de dromeosáuridos que indican la presencia de plumas en Velociraptor, incluidos dromeosáuridos como Microraptor o Zhenyuanlong.

### Cráneo

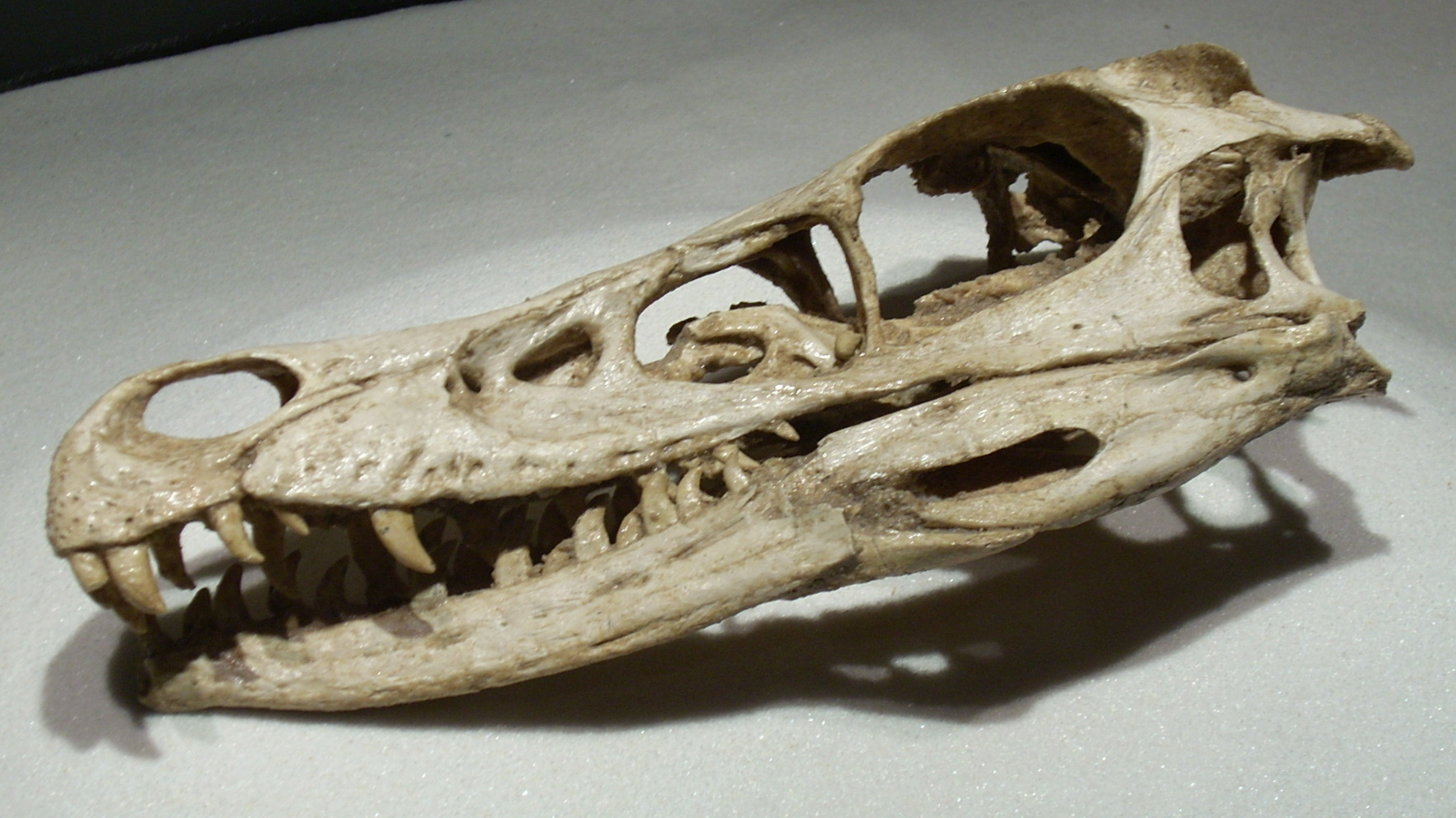
Cráneo fósil de Velociraptor.

El cráneo, de unos veintitrés centímetros de largo, tenía una forma única curvada hacia arriba, con una superficie superior cóncava y una inferior convexa. El hocico, que ocupaba alrededor del 60 % de la longitud total del cráneo, era notablemente estrecho y estaba formado principalmente por los huesos nasal, premaxilar y maxilar. El premaxilar era el hueso más anterior del cráneo y era más largo que alto. Mientras que su extremo posterior se unía a la nasal, el cuerpo principal del premaxilar tocaba el maxilar. El maxilar tenía forma casi triangular y era el elemento más grande del hocico. En su centro o cuerpo principal, existía una depresión que desarrollaba un pequeño orificio de forma ovalada a circular, denominado fenestra maxilar. Al frente de esta fenestra había dos pequeñas aberturas, denominadas fenestras promaxilares. El borde posterior del maxilar formaba predominantemente la fenestra anteorbitaria, uno de los varios orificios grandes del cráneo. Tanto el premaxilar como el maxilar tenían varios alvéolos dentales en sus superficies inferiores. Por encima del maxilar y haciendo contacto con el premaxilar, estaba el hueso nasal. Era un hueso delgado, estrecho y alargado que contribuía a la superficie superior del hocico. Juntos, tanto el premaxilar como los huesos nasales dieron forma a la narina o fenestra narial, la abertura de la fosa nasal, que era relativamente grande y circular. El extremo posterior de la nasal estaba unido por los huesos frontal y lagrimal.
La región posterior o anterior del cráneo estaba formada por los huesos frontal, lagrimal, postorbitario, yugal, parietal, cuadrado y cuadratoyugal. El frontal era un elemento grande, con una forma vagamente rectangular visto desde arriba. En su extremo posterior, este hueso estaba en contacto con el parietal , y tales elementos eran los cuerpos principales del techo del cráneo. El lagrimal era un hueso en forma de T y su cuerpo principal era delgado y delicado. Su extremo inferior se encuentra con el yugal, a menudo llamado pómulo, que era un elemento grande de forma subtriangular. Su borde inferior era notablemente recto y horizontal. El postorbital estaba ubicado justo encima del yugal, un hueso rechoncho y con una fuerte forma de T. En su conjunto, la órbita o fenestra orbital, la cavidad del ojo, formada por el lagrimal, el yugal, el frontal y el postorbitario, era grande y de forma casi circular, siendo más larga que alta. Cuando se ve desde arriba, un par de agujeros grandes y marcadamente redondeados estaban presentes cerca de la parte posterior del cráneo, las ventanas temporales, cuyos componentes principales eran el postorbitario y el escamoso. Detrás del yugal, se desarrolló un hueso en forma de T invertida, también visto en otros dromeosáuridos, conocido como el cuadratoyugal. Mientras que el extremo superior del quadratoyugal se unió al escamoso, un elemento de forma irregular, su lado interior se encuentra con el cuadrado. Este último fue de gran importancia para la articulación con la mandíbula inferior. El hueso más posterior era el hueso occipital y su proyección el cóndilo occipital, una protuberancia redondeada y bulbosa que se encuentra con la primera vértebra del cuello.
La mandíbula inferior de Velociraptor comprendía principalmente los huesos dentario, esplenio, angular, surangular y articular. El dentario era un elemento muy largo, débilmente curvado y estrecho que desarrollaba varios alvéolos en su superficie superior. En su extremo posterior se une con el surangular. Tenía un pequeño orificio cerca de su extremo posterior, llamado agujero surangular o fenestra. Ambos huesos eran los elementos más grandes de la mandíbula inferior del Velociraptor, contribuyendo prácticamente en toda su longitud. Debajo de ellos estaban los esplenios y angulares más pequeños, estrechamente articulados entre sí. El articular, ubicado en la cara interna del surangular, era un pequeño elemento que unía el cuadrado del cráneo superior, posibilitando la articulación con la mandíbula inferior. Se desarrolló un orificio alargado, casi ovalado, en el centro de la mandíbula inferior, la fenestra mandibular, y fue producido por la articulación de los huesos dentario, surangular y angular.
Los dientes de Velociraptor eran bastante homodontos, iguales en forma, y tenían varios dentículos, cada uno más aserrado en el borde posterior que en el frontal. El premaxilar tenía cuatro alvéolos, lo que significa que se desarrollaron cuatro dientes, y el maxilar tenía once alvéolos. En el dentario, estaban presentes entre catorce  y quince alvéolos. Todos los dientes presentes en el premaxilar estaban mal curvados, y los dos primeros dientes eran los más largos, y el segundo tenía un tamaño grande característico. Los dientes maxilares eran más delgados, recurvados y, sobre todo, el extremo inferior estaba considerablemente más aserrado que el superior, posiblemente una adaptación que mejoró su habilidad para capturar y retener presas veloces.

### Miembros superiores
El brazo de Velociraptor estaba formado por el húmero, hueso de la parte superior del brazo, el radio y el cúbito, huesos del antebrazo y la mano. Velociraptor, al igual que otros dromeosáuridos, tenía una mano grande con tres dedos alargados que terminaban en unguales fuertemente curvados, huesos de garras, que eran similares en construcción y flexibilidad a los huesos de las alas de las aves modernas. El segundo dígito fue el más largo de los tres dígitos presentes, mientras que el primero fue el más corto. La primera de estas tres falanges era la más corta, siendo la segunda la más larga. La estructura de los huesos del carpo, la muñeca, impidió la pronación de la muñeca y obligó a sujetar la superficie de la palma hacia adentro, medialmente, no hacia abajo.

### Miembros inferiores
Del mismo modo que sucede en las aves, su pubis apuntaba hacia atrás, y no hacia delante como en la mayoría de terópodos. A diferencia de la mayoría de terópodos, los cuales tenían tres dedos funcionales en cada miembro trasero, los dromeosáuridos como Velociraptor caminaban solo sobre su tercer y cuarto dedo. La anatomía del pie Velociraptor consistía en el metatarso, un elemento grande compuesto por tres metatarsianos, de los cuales el primero era de tamaño extremadamente reducido, y cuatro dedos que desarrollaron grandes ungueales. El primer dedo del pie, al igual que en otros terópodos, era una pequeña garra vestigial, separada de las otras y sin ninguna función. El segundo dedo, al que Velociraptor debe parte de su fama, estaba muy modificado y se mantenía retraído sin tocar el suelo. Portaba una enorme garra con forma de hoz, típica de dinosaurios dromeosáuridos y troodóntidos. Esta garra alargada, de unos 65 mm de largo en su borde exterior, fue probablemente una herramienta empleada en la caza, capaz de causar heridas fatales. Los músculos pateadores de la pierna y los flexores de los dedos de las patas estaban bien desarrollados y hacían funcionar la garra como una navaja automática mortal. De manera convencional se ha creído que este animal se apoyaba sobre una de sus patas traseras y lanzaba un ataque con la otra, funcionando la cola como un balancín.

### Esqueleto axial
La cola de Velociraptor era rígida, con largas proyecciones óseas, zigoapófisis, en la parte superior de cada vértebra y con tendones osificados bajo ella. Las prezigoapófisis comenzaban en la décima vértebra caudal y se extendían hacia delante para reforzar de cuatro a diez vértebras adicionales, dependiendo de la posición de la cola. La rigidez reforzaba toda la cola permitiendo que actuara como una unidad con forma de barra, previniendo movimientos verticales entre las vértebras. Sin embargo, por lo menos un espécimen preserva una serie de vértebras caudales intactas en una curva con forma de 'S', sugiriendo que hubo una considerable flexibilidad horizontal. Estas adaptaciones de la cola probablemente aportan equilibrio y estabilidad al girar, especialmente a altas velocidades. Es un mecanismo similar, y en convergencia evolutiva, a la cola de los guepardos.

## Descubrimiento e investigación

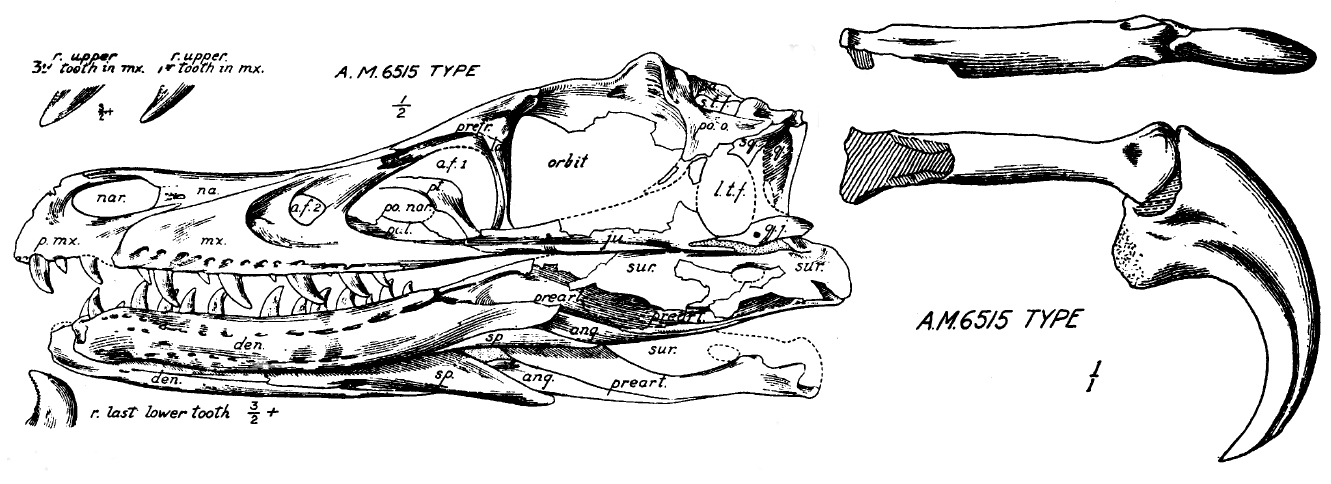
Ilustración del cráneo tipo de Velociraptor mongoliensis.

Durante una expedición del Museo Americano de Historia Natural a Acantilados Llameantes, llamados en idioma local Bayn Dzak o Bayanzag, de la Formación Djadochta, desierto de Gobi de Mongolia, el 11 de agosto de 1923, Peter Kaisen descubrió el primer fósil de Velociraptor conocido. Este es un cráneo quebrado y aplastado pero completo, asociado con una de las garras del segundo dedo raptorial de la pata. Fueron catalogados como AMNH 6515. A principios de 1924, el presidente del museo Henry Fairfield Osborn mencionó al animal en un artículo, bajo el nombre Ovoraptor djadochtari, no confundir con otro género de nombre parecido, Oviraptor. Pero debido a que el nombre Ovoraptor no había sido publicado en un diario científico o acompañado de una descripción formal, permaneció como invalido. Posteriormente durante ese año, Osborn designó el cráneo y la garra, que supuso que provenían de la mano, como el espécimen tipo de su nuevo género, Velociraptor. Este nombre se deriva de las palabras latinas velox, de cuyo genitivo, velocis, se refiere a la alimentación carnívora y a la naturaleza de corredor del animal. Este último rasgo resultaba contradictorio con la idea de dinosaurios lentos y poco inteligentes que solía esgrimirse en aquella época. Al mismo tiempo nombró a la especie tipo V. mongoliensis en honor a su país de origen. Debido a lo expuesto, este último es considerado un nombre válido para el género y la especie.
Mientras que los científicos estadounidenses fueron mantenidos alejados de la Mongolia comunista durante la Guerra Fría, expediciones de científicos soviéticos y polacos, en colaboración con colegas mongoles, desenterraron muchos especímenes de Velociraptor. El más famoso es parte del espécimen «Los dinosaurios combatientes», MPC-D 100/25, anteriormente IGM, GIN o GI SPS, descubierto por un equipo polaco-mongol en 1971. El fósil conserva un Velociraptor en batalla contra un Protoceratops. Se considera un tesoro nacional de Mongolia, y en 2000 fue prestado al Museo Americano de Historia Natural de la ciudad de Nueva York para una exposición temporal.

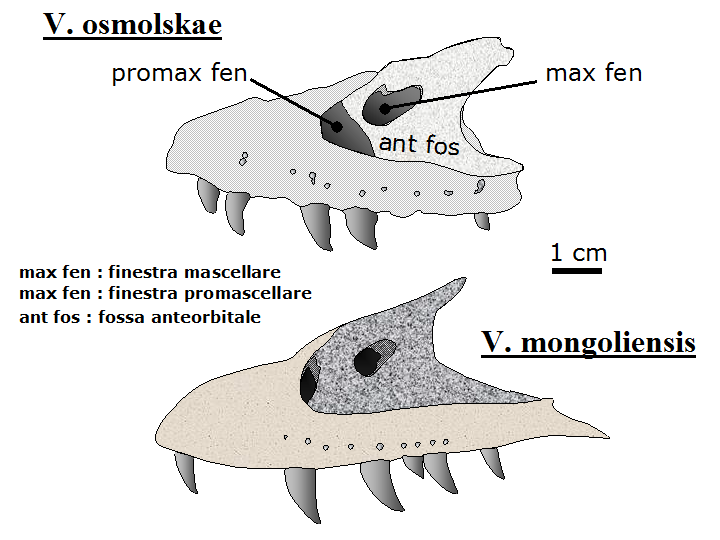
El fósil del maxilar de Velociraptor osmolskae comparado con el V. mongoliensis

Entre 1988 y 1990, un equipo chino-canadiense descubrió restos de Velociraptor en el norte de China. También expedicionarios mongoles-estadounidenses, pertenecientes al Museo Americano de Historia Natural y la Academia Mongol de Ciencias, desenterraron varios esqueletos bien preservados entre 1990 y 1995. Uno de dichos especímenes, IGM 100/980, fue apodado Ichabodcraniosaurus por el equipo de Norell debido a que era un ejemplar muy completo que fue hallado sin su cráneo, una alusión al personaje creado por Washington Irving, Ichabod Crane. Este espécimen puede pertenecer a Velociraptor mongoliensis, pero Norell y Makovicky concluyeron que no estaba lo bastante completo como para decirlo con seguridad, y espera una descripción formal. Si bien Norell y Makovicky lo consideraron provisionalmente un espécimen de Velociraptor mongoliensis, fue nombrado como una nueva especie, Shri devi ,en 2021.
Un maxilar y un lacrimal, el hueso que tiene la mayoría de los dientes de la mandíbula superior y el hueso que forma el borde anterior de la cuenca ocular, respectivamente, recuperados en 1999 por las expediciones sino-belgas fueron considerados como pertenecientes a Velociraptor, pero no a la especie tipo V. mongoliensis. Pascal Godefroit et al. nombraron a estos huesos V. osmolskae, por la paleontóloga polaca Halszka Osmólska, en 2008, siendo la segunda especie que se considera válida.
Los paleontólogos Mark A. Norell y Peter J. Makovicky, en 1997, describieron especímenes nuevos y abundantemente conservados de V. mongoliensis, entre ellos MPC-D 100/985, recolectado en la localidad de Tugrik Shireh en 1993, y MPC-D 100/986, recolectado en 1993 en la localidad de Chimney Buttes. El equipo mencionó brevemente otro espécimen, MPC-D 100/982, que en el momento de esta publicación seguía sin ser descrito. En 1999, Norell y Makovicky proporcionaron más información sobre la anatomía de Velociraptor con especímenes adicionales. Entre estos, MPC-D 100/982 se describió y calculó parcialmente, y se refirió a V. mongoliensis basándose principalmente en similitudes craneales con el holotipo, aunque afirmaron que había diferencias entre la región pélvica de este espécimen y otros especímenes de Velociraptor. Este espécimen relativamente bien conservado, incluido el cráneo, fue descubierto y recolectado en 1995 en la localidad de Bayn Dzak, más específicamente en la sublocalidad «Volcán». Martin Kundrát, en un resumen de 2004, comparó el neurocráneo de MPC-D 100/982 con otro espécimen de Velociraptor, MPC-D 100/976. Concluyó que la morfología general del primero era más derivada o avanzada que la del segundo, lo que sugiere que podrían representar taxones distintos.
Mark J. Powers, en su tesis de maestría de 2020, describió completamente el MPC-D 100/982, que concluyó que representa una nueva y tercera especie de Velociraptor. Se afirmó que esta especie, a la que llamó Velociraptor vadarostrum, se diferencia principalmente de otras especies de Velociraptor por tener una morfología maxilar poco profunda. Powers y sus colegas, también en 2020, utilizaron análisis morfométricos para comparar varios maxilares de dromeosáuridos y encontraron que el maxilar de MPC-D 100/982 difiere mucho de los especímenes referidos a Velociraptor. Indicaron que este espécimen, con base en estos resultados, representa una especie diferente. En 2021 Powers y su equipo utilizaron un análisis de componentes principales para separar los maxilares de los dromeosáuridos en particular, encontrando que MPC-D 100/982 cae fuera de la variabilidad intraespecífica de V. mongoliensis, argumentando a favor de una especie distinta. Consideraron que tanto V. mongoliensis como esta nueva especie estaban separadas ecológicamente en función de la anatomía de su cráneo. En otro resumen de 2021, el equipo reforzó nuevamente la separación a nivel de especie, y señaló que se pueden encontrar diferencias adicionales en las patas traseras.

## Clasificación
Velociraptor es un miembro del grupo Eudromaeosauria, un subgrupo derivado de la familia más grande Dromaeosauridae. Velociraptor es un miembro de la subfamilia Velociraptorinae, un subgrupo derivado de la familia Dromaeosauridae. En la taxonomía filogenética, el grupo Velociraptorinae es usualmente definido como «todos los dromeosáuridos más cercanamente relacionados con Velociraptor que con Dromaeosaurus». La clasificación de los dromeosáuridos es altamente variable. Originalmente, la subfamilia Velociraptorinae fue creada únicamente para contener a Velociraptor. Pero otros análisis han incluido a otros géneros en la categoría, usualmente a Deinonychus y a Saurornitholestes. Un análisis cladístico indicó que esta subfamilia solo pudo haber contenido a Deinonychus y al espécimen IGM 100/1015, el cual pertenece al género Tsaagan. El trabajo que describe a Tsaagan también incluye un análisis cladístico que identifica al grupo Velociraptorinae como monofilético, conteniendo a Velociraptor, Deinonychus, Tsaagan y al cercanamente relacionado, pero dudosamente ubicado, Saurornitholestes. Varios estudios publicados durante la década de 2010, incluidas versiones ampliadas de los análisis que encontraron apoyo para Velociraptorinae, no lograron resolverlo como un grupo distinto, sino que sugirieron que es un grado parafilético que dio lugar a Dromaeosaurinae.

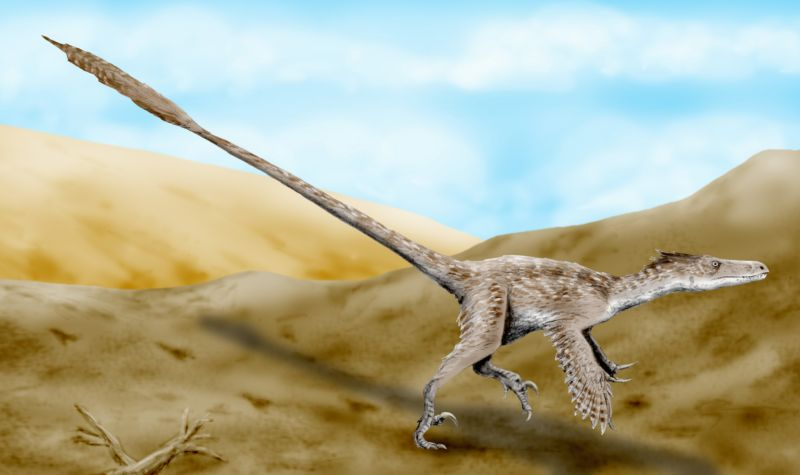
Recreación de un Velociraptor

En el pasado, otros géneros de dromeosáuridos, incluyendo a Deinonychus y Saurornitholestes, a veces han sido clasificados en el mismo género con Velociraptor. Dado que Velociraptor fue el primero en ser nombrado, las especies Deinonychus antirrhopus y Saurornitholestes langstoni serían entonces llamadas V. antirrhopus y V. langstoni. Sin embargo, actualmente solo se reconocen dos especies de Velociraptor, que son V. mongoliensis y V. osmolskae.
En 1924, al ser descrito por primera vez, Velociraptor fue incluido en la familia Megalosauridae, al igual que la mayoría de carnívoros en esos tiempos. Megalosauridae, como Megalosaurus, funcionó como una clase de taxón «reciclable», donde muchas especies no muy relacionadas se clasificaron juntas. Pero como los descubrimientos de fósiles de dinosaurios se multiplicaron, Velociraptor fue clasificado como un dromeosáurido. Todos los dromeosáuridos han sido referidos a la familia Archaeopterygidae por al menos algún autor, lo cual haría, en efecto, de Velociraptor un ave no voladora. En el pasado, otras especies de dromeosáuridos, incluidos Deinonychus antirrhopus y Saurornitholestes langstoni, a veces se han clasificado en el género Velociraptor. Dado que Velociraptor fue el primero en ser nombrado, estas especies pasaron a llamarse Velociraptor antirrhopus y Velociraptor langstoni, respectivamente. A partir de 2008, las únicas especies actualmente reconocidas de Velociraptor son V. mongoliensis y V. osmolskae. Sin embargo, varios estudios han encontrado que V. osmolskae tiene una relación lejana con V. mongoliensis. Si esto resultara ser cierto, la especie debería ser asignada a su propio género.

### Filogenia
El cladograma que a continuación se muestra sigue un análisis de 2009 hecho por Longrich y Currie.

|  | Saurornitholestes |
|  |                   |
|  | Atrociraptor      |
|  |                   |
|  | Bambiraptor       |
|  |                   |

|  | Velociraptor |
|  |              |
|  | Itemirus     |
|  |              |

|  | Adasaurus |
|  |           |
|  | Tsaagan   |
|  |           |

|  | Velociraptor |
|  |              |
|  | Itemirus     |
|  |              |

|  | Adasaurus |
|  |           |
|  | Tsaagan   |
|  |           |

|  | Dromaeosaurus |
|  |               |
|  | Utahraptor    |
|  |               |
|  | Achillobator  |
|  |               |

|  | Velociraptor |
|  |              |
|  | Itemirus     |
|  |              |

|  | Adasaurus |
|  |           |
|  | Tsaagan   |
|  |           |

|  | Velociraptor |
|  |              |
|  | Itemirus     |
|  |              |

|  | Adasaurus |
|  |           |
|  | Tsaagan   |
|  |           |

|  | Dromaeosaurus |
|  |               |
|  | Utahraptor    |
|  |               |
|  | Achillobator  |
|  |               |

|  | Velociraptor |
|  |              |
|  | Itemirus     |
|  |              |

|  | Adasaurus |
|  |           |
|  | Tsaagan   |
|  |           |

|  | Velociraptor |
|  |              |
|  | Itemirus     |
|  |              |

|  | Adasaurus |
|  |           |
|  | Tsaagan   |
|  |           |

|  | Dromaeosaurus |
|  |               |
|  | Utahraptor    |
|  |               |
|  | Achillobator  |
|  |               |

|  | Velociraptor |
|  |              |
|  | Itemirus     |
|  |              |

|  | Adasaurus |
|  |           |
|  | Tsaagan   |
|  |           |

|  | Velociraptor |
|  |              |
|  | Itemirus     |
|  |              |

|  | Adasaurus |
|  |           |
|  | Tsaagan   |
|  |           |

|  | Dromaeosaurus |
|  |               |
|  | Utahraptor    |
|  |               |
|  | Achillobator  |
|  |               |

|  | Saurornitholestes |
|  |                   |
|  | Atrociraptor      |
|  |                   |
|  | Bambiraptor       |
|  |                   |

|  | Velociraptor |
|  |              |
|  | Itemirus     |
|  |              |

|  | Adasaurus |
|  |           |
|  | Tsaagan   |
|  |           |

|  | Velociraptor |
|  |              |
|  | Itemirus     |
|  |              |

|  | Adasaurus |
|  |           |
|  | Tsaagan   |
|  |           |

|  | Dromaeosaurus |
|  |               |
|  | Utahraptor    |
|  |               |
|  | Achillobator  |
|  |               |

|  | Velociraptor |
|  |              |
|  | Itemirus     |
|  |              |

|  | Adasaurus |
|  |           |
|  | Tsaagan   |
|  |           |

|  | Velociraptor |
|  |              |
|  | Itemirus     |
|  |              |

|  | Adasaurus |
|  |           |
|  | Tsaagan   |
|  |           |

|  | Dromaeosaurus |
|  |               |
|  | Utahraptor    |
|  |               |
|  | Achillobator  |
|  |               |

|  | Velociraptor |
|  |              |
|  | Itemirus     |
|  |              |

|  | Adasaurus |
|  |           |
|  | Tsaagan   |
|  |           |

|  | Velociraptor |
|  |              |
|  | Itemirus     |
|  |              |

|  | Adasaurus |
|  |           |
|  | Tsaagan   |
|  |           |

|  | Dromaeosaurus |
|  |               |
|  | Utahraptor    |
|  |               |
|  | Achillobator  |
|  |               |

|  | Velociraptor |
|  |              |
|  | Itemirus     |
|  |              |

|  | Adasaurus |
|  |           |
|  | Tsaagan   |
|  |           |

|  | Velociraptor |
|  |              |
|  | Itemirus     |
|  |              |

|  | Adasaurus |
|  |           |
|  | Tsaagan   |
|  |           |

|  | Dromaeosaurus |
|  |               |
|  | Utahraptor    |
|  |               |
|  | Achillobator  |
|  |               |

A continuación, se muestran los resultados de la filogenia de Eudromaeosauria basado en el análisis filogenético realizado por James G. Napoli y su equipo en 2021 durante la descripción de Kuru, que muestra la posición de Velociraptor.

|  | Achillobator  |
|  |               |
|  | Utahraptor    |
|  |               |
|  | Dromaeosaurus |
|  |               |

|  | Linheraptor |
|  |             |
|  | Tsaagan     |
|  |             |

|  | Adasaurus |
|  |           |
|  | Kuru      |
|  |           |

|  | Balaur                                                |
|  |                                                       |
|  | \| \| Shri \| \| \| \| \| \| Velociraptor \| \| \| \| |
|  |                                                       |
|  | Shri                                                  |
|  |                                                       |
|  | Velociraptor                                          |
|  |                                                       |

|  | Shri         |
|  |              |
|  | Velociraptor |
|  |              |

|  | Adasaurus |
|  |           |
|  | Kuru      |
|  |           |

|  | Balaur                                                |
|  |                                                       |
|  | \| \| Shri \| \| \| \| \| \| Velociraptor \| \| \| \| |
|  |                                                       |
|  | Shri                                                  |
|  |                                                       |
|  | Velociraptor                                          |
|  |                                                       |

|  | Shri         |
|  |              |
|  | Velociraptor |
|  |              |

|  | Adasaurus |
|  |           |
|  | Kuru      |
|  |           |

|  | Balaur                                                |
|  |                                                       |
|  | \| \| Shri \| \| \| \| \| \| Velociraptor \| \| \| \| |
|  |                                                       |
|  | Shri                                                  |
|  |                                                       |
|  | Velociraptor                                          |
|  |                                                       |

|  | Shri         |
|  |              |
|  | Velociraptor |
|  |              |

|  | Adasaurus |
|  |           |
|  | Kuru      |
|  |           |

|  | Balaur                                                |
|  |                                                       |
|  | \| \| Shri \| \| \| \| \| \| Velociraptor \| \| \| \| |
|  |                                                       |
|  | Shri                                                  |
|  |                                                       |
|  | Velociraptor                                          |
|  |                                                       |

|  | Shri         |
|  |              |
|  | Velociraptor |
|  |              |

|  | Linheraptor |
|  |             |
|  | Tsaagan     |
|  |             |

|  | Adasaurus |
|  |           |
|  | Kuru      |
|  |           |

|  | Balaur                                                |
|  |                                                       |
|  | \| \| Shri \| \| \| \| \| \| Velociraptor \| \| \| \| |
|  |                                                       |
|  | Shri                                                  |
|  |                                                       |
|  | Velociraptor                                          |
|  |                                                       |

|  | Shri         |
|  |              |
|  | Velociraptor |
|  |              |

|  | Adasaurus |
|  |           |
|  | Kuru      |
|  |           |

|  | Balaur                                                |
|  |                                                       |
|  | \| \| Shri \| \| \| \| \| \| Velociraptor \| \| \| \| |
|  |                                                       |
|  | Shri                                                  |
|  |                                                       |
|  | Velociraptor                                          |
|  |                                                       |

|  | Shri         |
|  |              |
|  | Velociraptor |
|  |              |

|  | Adasaurus |
|  |           |
|  | Kuru      |
|  |           |

|  | Balaur                                                |
|  |                                                       |
|  | \| \| Shri \| \| \| \| \| \| Velociraptor \| \| \| \| |
|  |                                                       |
|  | Shri                                                  |
|  |                                                       |
|  | Velociraptor                                          |
|  |                                                       |

|  | Shri         |
|  |              |
|  | Velociraptor |
|  |              |

|  | Adasaurus |
|  |           |
|  | Kuru      |
|  |           |

|  | Balaur                                                |
|  |                                                       |
|  | \| \| Shri \| \| \| \| \| \| Velociraptor \| \| \| \| |
|  |                                                       |
|  | Shri                                                  |
|  |                                                       |
|  | Velociraptor                                          |
|  |                                                       |

|  | Shri         |
|  |              |
|  | Velociraptor |
|  |              |

|  | Achillobator  |
|  |               |
|  | Utahraptor    |
|  |               |
|  | Dromaeosaurus |
|  |               |

|  | Linheraptor |
|  |             |
|  | Tsaagan     |
|  |             |

|  | Adasaurus |
|  |           |
|  | Kuru      |
|  |           |

|  | Balaur                                                |
|  |                                                       |
|  | \| \| Shri \| \| \| \| \| \| Velociraptor \| \| \| \| |
|  |                                                       |
|  | Shri                                                  |
|  |                                                       |
|  | Velociraptor                                          |
|  |                                                       |

|  | Shri         |
|  |              |
|  | Velociraptor |
|  |              |

|  | Adasaurus |
|  |           |
|  | Kuru      |
|  |           |

|  | Balaur                                                |
|  |                                                       |
|  | \| \| Shri \| \| \| \| \| \| Velociraptor \| \| \| \| |
|  |                                                       |
|  | Shri                                                  |
|  |                                                       |
|  | Velociraptor                                          |
|  |                                                       |

|  | Shri         |
|  |              |
|  | Velociraptor |
|  |              |

|  | Adasaurus |
|  |           |
|  | Kuru      |
|  |           |

|  | Balaur                                                |
|  |                                                       |
|  | \| \| Shri \| \| \| \| \| \| Velociraptor \| \| \| \| |
|  |                                                       |
|  | Shri                                                  |
|  |                                                       |
|  | Velociraptor                                          |
|  |                                                       |

|  | Shri         |
|  |              |
|  | Velociraptor |
|  |              |

|  | Adasaurus |
|  |           |
|  | Kuru      |
|  |           |

|  | Balaur                                                |
|  |                                                       |
|  | \| \| Shri \| \| \| \| \| \| Velociraptor \| \| \| \| |
|  |                                                       |
|  | Shri                                                  |
|  |                                                       |
|  | Velociraptor                                          |
|  |                                                       |

|  | Shri         |
|  |              |
|  | Velociraptor |
|  |              |

|  | Linheraptor |
|  |             |
|  | Tsaagan     |
|  |             |

|  | Adasaurus |
|  |           |
|  | Kuru      |
|  |           |

|  | Balaur                                                |
|  |                                                       |
|  | \| \| Shri \| \| \| \| \| \| Velociraptor \| \| \| \| |
|  |                                                       |
|  | Shri                                                  |
|  |                                                       |
|  | Velociraptor                                          |
|  |                                                       |

|  | Shri         |
|  |              |
|  | Velociraptor |
|  |              |

|  | Adasaurus |
|  |           |
|  | Kuru      |
|  |           |

|  | Balaur                                                |
|  |                                                       |
|  | \| \| Shri \| \| \| \| \| \| Velociraptor \| \| \| \| |
|  |                                                       |
|  | Shri                                                  |
|  |                                                       |
|  | Velociraptor                                          |
|  |                                                       |

|  | Shri         |
|  |              |
|  | Velociraptor |
|  |              |

|  | Adasaurus |
|  |           |
|  | Kuru      |
|  |           |

|  | Balaur                                                |
|  |                                                       |
|  | \| \| Shri \| \| \| \| \| \| Velociraptor \| \| \| \| |
|  |                                                       |
|  | Shri                                                  |
|  |                                                       |
|  | Velociraptor                                          |
|  |                                                       |

|  | Shri         |
|  |              |
|  | Velociraptor |
|  |              |

|  | Adasaurus |
|  |           |
|  | Kuru      |
|  |           |

|  | Balaur                                                |
|  |                                                       |
|  | \| \| Shri \| \| \| \| \| \| Velociraptor \| \| \| \| |
|  |                                                       |
|  | Shri                                                  |
|  |                                                       |
|  | Velociraptor                                          |
|  |                                                       |

|  | Shri         |
|  |              |
|  | Velociraptor |
|  |              |

|  | Achillobator  |
|  |               |
|  | Utahraptor    |
|  |               |
|  | Dromaeosaurus |
|  |               |

|  | Linheraptor |
|  |             |
|  | Tsaagan     |
|  |             |

|  | Adasaurus |
|  |           |
|  | Kuru      |
|  |           |

|  | Balaur                                                |
|  |                                                       |
|  | \| \| Shri \| \| \| \| \| \| Velociraptor \| \| \| \| |
|  |                                                       |
|  | Shri                                                  |
|  |                                                       |
|  | Velociraptor                                          |
|  |                                                       |

|  | Shri         |
|  |              |
|  | Velociraptor |
|  |              |

|  | Adasaurus |
|  |           |
|  | Kuru      |
|  |           |

|  | Balaur                                                |
|  |                                                       |
|  | \| \| Shri \| \| \| \| \| \| Velociraptor \| \| \| \| |
|  |                                                       |
|  | Shri                                                  |
|  |                                                       |
|  | Velociraptor                                          |
|  |                                                       |

|  | Shri         |
|  |              |
|  | Velociraptor |
|  |              |

|  | Adasaurus |
|  |           |
|  | Kuru      |
|  |           |

|  | Balaur                                                |
|  |                                                       |
|  | \| \| Shri \| \| \| \| \| \| Velociraptor \| \| \| \| |
|  |                                                       |
|  | Shri                                                  |
|  |                                                       |
|  | Velociraptor                                          |
|  |                                                       |

|  | Shri         |
|  |              |
|  | Velociraptor |
|  |              |

|  | Adasaurus |
|  |           |
|  | Kuru      |
|  |           |

|  | Balaur                                                |
|  |                                                       |
|  | \| \| Shri \| \| \| \| \| \| Velociraptor \| \| \| \| |
|  |                                                       |
|  | Shri                                                  |
|  |                                                       |
|  | Velociraptor                                          |
|  |                                                       |

|  | Shri         |
|  |              |
|  | Velociraptor |
|  |              |

|  | Linheraptor |
|  |             |
|  | Tsaagan     |
|  |             |

|  | Adasaurus |
|  |           |
|  | Kuru      |
|  |           |

|  | Balaur                                                |
|  |                                                       |
|  | \| \| Shri \| \| \| \| \| \| Velociraptor \| \| \| \| |
|  |                                                       |
|  | Shri                                                  |
|  |                                                       |
|  | Velociraptor                                          |
|  |                                                       |

|  | Shri         |
|  |              |
|  | Velociraptor |
|  |              |

|  | Adasaurus |
|  |           |
|  | Kuru      |
|  |           |

|  | Balaur                                                |
|  |                                                       |
|  | \| \| Shri \| \| \| \| \| \| Velociraptor \| \| \| \| |
|  |                                                       |
|  | Shri                                                  |
|  |                                                       |
|  | Velociraptor                                          |
|  |                                                       |

|  | Shri         |
|  |              |
|  | Velociraptor |
|  |              |

|  | Adasaurus |
|  |           |
|  | Kuru      |
|  |           |

|  | Balaur                                                |
|  |                                                       |
|  | \| \| Shri \| \| \| \| \| \| Velociraptor \| \| \| \| |
|  |                                                       |
|  | Shri                                                  |
|  |                                                       |
|  | Velociraptor                                          |
|  |                                                       |

|  | Shri         |
|  |              |
|  | Velociraptor |
|  |              |

|  | Adasaurus |
|  |           |
|  | Kuru      |
|  |           |

|  | Balaur                                                |
|  |                                                       |
|  | \| \| Shri \| \| \| \| \| \| Velociraptor \| \| \| \| |
|  |                                                       |
|  | Shri                                                  |
|  |                                                       |
|  | Velociraptor                                          |
|  |                                                       |

|  | Shri         |
|  |              |
|  | Velociraptor |
|  |              |

|  | Achillobator  |
|  |               |
|  | Utahraptor    |
|  |               |
|  | Dromaeosaurus |
|  |               |

|  | Linheraptor |
|  |             |
|  | Tsaagan     |
|  |             |

|  | Adasaurus |
|  |           |
|  | Kuru      |
|  |           |

|  | Balaur                                                |
|  |                                                       |
|  | \| \| Shri \| \| \| \| \| \| Velociraptor \| \| \| \| |
|  |                                                       |
|  | Shri                                                  |
|  |                                                       |
|  | Velociraptor                                          |
|  |                                                       |

|  | Shri         |
|  |              |
|  | Velociraptor |
|  |              |

|  | Adasaurus |
|  |           |
|  | Kuru      |
|  |           |

|  | Balaur                                                |
|  |                                                       |
|  | \| \| Shri \| \| \| \| \| \| Velociraptor \| \| \| \| |
|  |                                                       |
|  | Shri                                                  |
|  |                                                       |
|  | Velociraptor                                          |
|  |                                                       |

|  | Shri         |
|  |              |
|  | Velociraptor |
|  |              |

|  | Adasaurus |
|  |           |
|  | Kuru      |
|  |           |

|  | Balaur                                                |
|  |                                                       |
|  | \| \| Shri \| \| \| \| \| \| Velociraptor \| \| \| \| |
|  |                                                       |
|  | Shri                                                  |
|  |                                                       |
|  | Velociraptor                                          |
|  |                                                       |

|  | Shri         |
|  |              |
|  | Velociraptor |
|  |              |

|  | Adasaurus |
|  |           |
|  | Kuru      |
|  |           |

|  | Balaur                                                |
|  |                                                       |
|  | \| \| Shri \| \| \| \| \| \| Velociraptor \| \| \| \| |
|  |                                                       |
|  | Shri                                                  |
|  |                                                       |
|  | Velociraptor                                          |
|  |                                                       |

|  | Shri         |
|  |              |
|  | Velociraptor |
|  |              |

|  | Linheraptor |
|  |             |
|  | Tsaagan     |
|  |             |

|  | Adasaurus |
|  |           |
|  | Kuru      |
|  |           |

|  | Balaur                                                |
|  |                                                       |
|  | \| \| Shri \| \| \| \| \| \| Velociraptor \| \| \| \| |
|  |                                                       |
|  | Shri                                                  |
|  |                                                       |
|  | Velociraptor                                          |
|  |                                                       |

|  | Shri         |
|  |              |
|  | Velociraptor |
|  |              |

|  | Adasaurus |
|  |           |
|  | Kuru      |
|  |           |

|  | Balaur                                                |
|  |                                                       |
|  | \| \| Shri \| \| \| \| \| \| Velociraptor \| \| \| \| |
|  |                                                       |
|  | Shri                                                  |
|  |                                                       |
|  | Velociraptor                                          |
|  |                                                       |

|  | Shri         |
|  |              |
|  | Velociraptor |
|  |              |

|  | Adasaurus |
|  |           |
|  | Kuru      |
|  |           |

|  | Balaur                                                |
|  |                                                       |
|  | \| \| Shri \| \| \| \| \| \| Velociraptor \| \| \| \| |
|  |                                                       |
|  | Shri                                                  |
|  |                                                       |
|  | Velociraptor                                          |
|  |                                                       |

|  | Shri         |
|  |              |
|  | Velociraptor |
|  |              |

|  | Adasaurus |
|  |           |
|  | Kuru      |
|  |           |

|  | Balaur                                                |
|  |                                                       |
|  | \| \| Shri \| \| \| \| \| \| Velociraptor \| \| \| \| |
|  |                                                       |
|  | Shri                                                  |
|  |                                                       |
|  | Velociraptor                                          |
|  |                                                       |

|  | Shri         |
|  |              |
|  | Velociraptor |
|  |              |

|  | Achillobator  |
|  |               |
|  | Utahraptor    |
|  |               |
|  | Dromaeosaurus |
|  |               |

|  | Linheraptor |
|  |             |
|  | Tsaagan     |
|  |             |

|  | Adasaurus |
|  |           |
|  | Kuru      |
|  |           |

|  | Balaur                                                |
|  |                                                       |
|  | \| \| Shri \| \| \| \| \| \| Velociraptor \| \| \| \| |
|  |                                                       |
|  | Shri                                                  |
|  |                                                       |
|  | Velociraptor                                          |
|  |                                                       |

|  | Shri         |
|  |              |
|  | Velociraptor |
|  |              |

|  | Adasaurus |
|  |           |
|  | Kuru      |
|  |           |

|  | Balaur                                                |
|  |                                                       |
|  | \| \| Shri \| \| \| \| \| \| Velociraptor \| \| \| \| |
|  |                                                       |
|  | Shri                                                  |
|  |                                                       |
|  | Velociraptor                                          |
|  |                                                       |

|  | Shri         |
|  |              |
|  | Velociraptor |
|  |              |

|  | Adasaurus |
|  |           |
|  | Kuru      |
|  |           |

|  | Balaur                                                |
|  |                                                       |
|  | \| \| Shri \| \| \| \| \| \| Velociraptor \| \| \| \| |
|  |                                                       |
|  | Shri                                                  |
|  |                                                       |
|  | Velociraptor                                          |
|  |                                                       |

|  | Shri         |
|  |              |
|  | Velociraptor |
|  |              |

|  | Adasaurus |
|  |           |
|  | Kuru      |
|  |           |

|  | Balaur                                                |
|  |                                                       |
|  | \| \| Shri \| \| \| \| \| \| Velociraptor \| \| \| \| |
|  |                                                       |
|  | Shri                                                  |
|  |                                                       |
|  | Velociraptor                                          |
|  |                                                       |

|  | Shri         |
|  |              |
|  | Velociraptor |
|  |              |

|  | Linheraptor |
|  |             |
|  | Tsaagan     |
|  |             |

|  | Adasaurus |
|  |           |
|  | Kuru      |
|  |           |

|  | Balaur                                                |
|  |                                                       |
|  | \| \| Shri \| \| \| \| \| \| Velociraptor \| \| \| \| |
|  |                                                       |
|  | Shri                                                  |
|  |                                                       |
|  | Velociraptor                                          |
|  |                                                       |

|  | Shri         |
|  |              |
|  | Velociraptor |
|  |              |

|  | Adasaurus |
|  |           |
|  | Kuru      |
|  |           |

|  | Balaur                                                |
|  |                                                       |
|  | \| \| Shri \| \| \| \| \| \| Velociraptor \| \| \| \| |
|  |                                                       |
|  | Shri                                                  |
|  |                                                       |
|  | Velociraptor                                          |
|  |                                                       |

|  | Shri         |
|  |              |
|  | Velociraptor |
|  |              |

|  | Adasaurus |
|  |           |
|  | Kuru      |
|  |           |

|  | Balaur                                                |
|  |                                                       |
|  | \| \| Shri \| \| \| \| \| \| Velociraptor \| \| \| \| |
|  |                                                       |
|  | Shri                                                  |
|  |                                                       |
|  | Velociraptor                                          |
|  |                                                       |

|  | Shri         |
|  |              |
|  | Velociraptor |
|  |              |

|  | Adasaurus |
|  |           |
|  | Kuru      |
|  |           |

|  | Balaur                                                |
|  |                                                       |
|  | \| \| Shri \| \| \| \| \| \| Velociraptor \| \| \| \| |
|  |                                                       |
|  | Shri                                                  |
|  |                                                       |
|  | Velociraptor                                          |
|  |                                                       |

|  | Shri         |
|  |              |
|  | Velociraptor |
|  |              |

|  | Achillobator  |
|  |               |
|  | Utahraptor    |
|  |               |
|  | Dromaeosaurus |
|  |               |

|  | Linheraptor |
|  |             |
|  | Tsaagan     |
|  |             |

|  | Adasaurus |
|  |           |
|  | Kuru      |
|  |           |

|  | Balaur                                                |
|  |                                                       |
|  | \| \| Shri \| \| \| \| \| \| Velociraptor \| \| \| \| |
|  |                                                       |
|  | Shri                                                  |
|  |                                                       |
|  | Velociraptor                                          |
|  |                                                       |

|  | Shri         |
|  |              |
|  | Velociraptor |
|  |              |

|  | Adasaurus |
|  |           |
|  | Kuru      |
|  |           |

|  | Balaur                                                |
|  |                                                       |
|  | \| \| Shri \| \| \| \| \| \| Velociraptor \| \| \| \| |
|  |                                                       |
|  | Shri                                                  |
|  |                                                       |
|  | Velociraptor                                          |
|  |                                                       |

|  | Shri         |
|  |              |
|  | Velociraptor |
|  |              |

|  | Adasaurus |
|  |           |
|  | Kuru      |
|  |           |

|  | Balaur                                                |
|  |                                                       |
|  | \| \| Shri \| \| \| \| \| \| Velociraptor \| \| \| \| |
|  |                                                       |
|  | Shri                                                  |
|  |                                                       |
|  | Velociraptor                                          |
|  |                                                       |

|  | Shri         |
|  |              |
|  | Velociraptor |
|  |              |

|  | Adasaurus |
|  |           |
|  | Kuru      |
|  |           |

|  | Balaur                                                |
|  |                                                       |
|  | \| \| Shri \| \| \| \| \| \| Velociraptor \| \| \| \| |
|  |                                                       |
|  | Shri                                                  |
|  |                                                       |
|  | Velociraptor                                          |
|  |                                                       |

|  | Shri         |
|  |              |
|  | Velociraptor |
|  |              |

|  | Linheraptor |
|  |             |
|  | Tsaagan     |
|  |             |

|  | Adasaurus |
|  |           |
|  | Kuru      |
|  |           |

|  | Balaur                                                |
|  |                                                       |
|  | \| \| Shri \| \| \| \| \| \| Velociraptor \| \| \| \| |
|  |                                                       |
|  | Shri                                                  |
|  |                                                       |
|  | Velociraptor                                          |
|  |                                                       |

|  | Shri         |
|  |              |
|  | Velociraptor |
|  |              |

|  | Adasaurus |
|  |           |
|  | Kuru      |
|  |           |

|  | Balaur                                                |
|  |                                                       |
|  | \| \| Shri \| \| \| \| \| \| Velociraptor \| \| \| \| |
|  |                                                       |
|  | Shri                                                  |
|  |                                                       |
|  | Velociraptor                                          |
|  |                                                       |

|  | Shri         |
|  |              |
|  | Velociraptor |
|  |              |

|  | Adasaurus |
|  |           |
|  | Kuru      |
|  |           |

|  | Balaur                                                |
|  |                                                       |
|  | \| \| Shri \| \| \| \| \| \| Velociraptor \| \| \| \| |
|  |                                                       |
|  | Shri                                                  |
|  |                                                       |
|  | Velociraptor                                          |
|  |                                                       |

|  | Shri         |
|  |              |
|  | Velociraptor |
|  |              |

|  | Adasaurus |
|  |           |
|  | Kuru      |
|  |           |

|  | Balaur                                                |
|  |                                                       |
|  | \| \| Shri \| \| \| \| \| \| Velociraptor \| \| \| \| |
|  |                                                       |
|  | Shri                                                  |
|  |                                                       |
|  | Velociraptor                                          |
|  |                                                       |

|  | Shri         |
|  |              |
|  | Velociraptor |
|  |              |

|  | Achillobator  |
|  |               |
|  | Utahraptor    |
|  |               |
|  | Dromaeosaurus |
|  |               |

|  | Linheraptor |
|  |             |
|  | Tsaagan     |
|  |             |

|  | Adasaurus |
|  |           |
|  | Kuru      |
|  |           |

|  | Balaur                                                |
|  |                                                       |
|  | \| \| Shri \| \| \| \| \| \| Velociraptor \| \| \| \| |
|  |                                                       |
|  | Shri                                                  |
|  |                                                       |
|  | Velociraptor                                          |
|  |                                                       |

|  | Shri         |
|  |              |
|  | Velociraptor |
|  |              |

|  | Adasaurus |
|  |           |
|  | Kuru      |
|  |           |

|  | Balaur                                                |
|  |                                                       |
|  | \| \| Shri \| \| \| \| \| \| Velociraptor \| \| \| \| |
|  |                                                       |
|  | Shri                                                  |
|  |                                                       |
|  | Velociraptor                                          |
|  |                                                       |

|  | Shri         |
|  |              |
|  | Velociraptor |
|  |              |

|  | Adasaurus |
|  |           |
|  | Kuru      |
|  |           |

|  | Balaur                                                |
|  |                                                       |
|  | \| \| Shri \| \| \| \| \| \| Velociraptor \| \| \| \| |
|  |                                                       |
|  | Shri                                                  |
|  |                                                       |
|  | Velociraptor                                          |
|  |                                                       |

|  | Shri         |
|  |              |
|  | Velociraptor |
|  |              |

|  | Adasaurus |
|  |           |
|  | Kuru      |
|  |           |

|  | Balaur                                                |
|  |                                                       |
|  | \| \| Shri \| \| \| \| \| \| Velociraptor \| \| \| \| |
|  |                                                       |
|  | Shri                                                  |
|  |                                                       |
|  | Velociraptor                                          |
|  |                                                       |

|  | Shri         |
|  |              |
|  | Velociraptor |
|  |              |

|  | Linheraptor |
|  |             |
|  | Tsaagan     |
|  |             |

|  | Adasaurus |
|  |           |
|  | Kuru      |
|  |           |

|  | Balaur                                                |
|  |                                                       |
|  | \| \| Shri \| \| \| \| \| \| Velociraptor \| \| \| \| |
|  |                                                       |
|  | Shri                                                  |
|  |                                                       |
|  | Velociraptor                                          |
|  |                                                       |

|  | Shri         |
|  |              |
|  | Velociraptor |
|  |              |

|  | Adasaurus |
|  |           |
|  | Kuru      |
|  |           |

|  | Balaur                                                |
|  |                                                       |
|  | \| \| Shri \| \| \| \| \| \| Velociraptor \| \| \| \| |
|  |                                                       |
|  | Shri                                                  |
|  |                                                       |
|  | Velociraptor                                          |
|  |                                                       |

|  | Shri         |
|  |              |
|  | Velociraptor |
|  |              |

|  | Adasaurus |
|  |           |
|  | Kuru      |
|  |           |

|  | Balaur                                                |
|  |                                                       |
|  | \| \| Shri \| \| \| \| \| \| Velociraptor \| \| \| \| |
|  |                                                       |
|  | Shri                                                  |
|  |                                                       |
|  | Velociraptor                                          |
|  |                                                       |

|  | Shri         |
|  |              |
|  | Velociraptor |
|  |              |

|  | Adasaurus |
|  |           |
|  | Kuru      |
|  |           |

|  | Balaur                                                |
|  |                                                       |
|  | \| \| Shri \| \| \| \| \| \| Velociraptor \| \| \| \| |
|  |                                                       |
|  | Shri                                                  |
|  |                                                       |
|  | Velociraptor                                          |
|  |                                                       |

|  | Shri         |
|  |              |
|  | Velociraptor |
|  |              |

|  | Achillobator  |
|  |               |
|  | Utahraptor    |
|  |               |
|  | Dromaeosaurus |
|  |               |

|  | Linheraptor |
|  |             |
|  | Tsaagan     |
|  |             |

|  | Adasaurus |
|  |           |
|  | Kuru      |
|  |           |

|  | Balaur                                                |
|  |                                                       |
|  | \| \| Shri \| \| \| \| \| \| Velociraptor \| \| \| \| |
|  |                                                       |
|  | Shri                                                  |
|  |                                                       |
|  | Velociraptor                                          |
|  |                                                       |

|  | Shri         |
|  |              |
|  | Velociraptor |
|  |              |

|  | Adasaurus |
|  |           |
|  | Kuru      |
|  |           |

|  | Balaur                                                |
|  |                                                       |
|  | \| \| Shri \| \| \| \| \| \| Velociraptor \| \| \| \| |
|  |                                                       |
|  | Shri                                                  |
|  |                                                       |
|  | Velociraptor                                          |
|  |                                                       |

|  | Shri         |
|  |              |
|  | Velociraptor |
|  |              |

|  | Adasaurus |
|  |           |
|  | Kuru      |
|  |           |

|  | Balaur                                                |
|  |                                                       |
|  | \| \| Shri \| \| \| \| \| \| Velociraptor \| \| \| \| |
|  |                                                       |
|  | Shri                                                  |
|  |                                                       |
|  | Velociraptor                                          |
|  |                                                       |

|  | Shri         |
|  |              |
|  | Velociraptor |
|  |              |

|  | Adasaurus |
|  |           |
|  | Kuru      |
|  |           |

|  | Balaur                                                |
|  |                                                       |
|  | \| \| Shri \| \| \| \| \| \| Velociraptor \| \| \| \| |
|  |                                                       |
|  | Shri                                                  |
|  |                                                       |
|  | Velociraptor                                          |
|  |                                                       |

|  | Shri         |
|  |              |
|  | Velociraptor |
|  |              |

|  | Linheraptor |
|  |             |
|  | Tsaagan     |
|  |             |

|  | Adasaurus |
|  |           |
|  | Kuru      |
|  |           |

|  | Balaur                                                |
|  |                                                       |
|  | \| \| Shri \| \| \| \| \| \| Velociraptor \| \| \| \| |
|  |                                                       |
|  | Shri                                                  |
|  |                                                       |
|  | Velociraptor                                          |
|  |                                                       |

|  | Shri         |
|  |              |
|  | Velociraptor |
|  |              |

|  | Adasaurus |
|  |           |
|  | Kuru      |
|  |           |

|  | Balaur                                                |
|  |                                                       |
|  | \| \| Shri \| \| \| \| \| \| Velociraptor \| \| \| \| |
|  |                                                       |
|  | Shri                                                  |
|  |                                                       |
|  | Velociraptor                                          |
|  |                                                       |

|  | Shri         |
|  |              |
|  | Velociraptor |
|  |              |

|  | Adasaurus |
|  |           |
|  | Kuru      |
|  |           |

|  | Balaur                                                |
|  |                                                       |
|  | \| \| Shri \| \| \| \| \| \| Velociraptor \| \| \| \| |
|  |                                                       |
|  | Shri                                                  |
|  |                                                       |
|  | Velociraptor                                          |
|  |                                                       |

|  | Shri         |
|  |              |
|  | Velociraptor |
|  |              |

|  | Adasaurus |
|  |           |
|  | Kuru      |
|  |           |

|  | Balaur                                                |
|  |                                                       |
|  | \| \| Shri \| \| \| \| \| \| Velociraptor \| \| \| \| |
|  |                                                       |
|  | Shri                                                  |
|  |                                                       |
|  | Velociraptor                                          |
|  |                                                       |

|  | Shri         |
|  |              |
|  | Velociraptor |
|  |              |

## Paleobiología

### Comportamiento rapaz
El conjunto de fósiles conocido como los «dinosaurios luchadores», encontrado en 1971, preserva los restos de un Velociraptor y un Protoceratops aparentemente fallecidos en pleno combate, lo cual proporciona una prueba directa de un comportamiento rapaz o depredador. Cuando se publicó el hallazgo de estos fósiles, se pensaba que los dos animales se habían ahogado. Sin embargo, como los restos estaban preservados en antiguos depósitos eólicos, ahora se interpreta que fueron enterrados en arena por una duna que colapsó o en una tormenta de arena. Ambos miembros delanteros y uno trasero del protocerátopo faltan, lo cual indicaría que fue carroña para otros animales. Las comparaciones entre los anillos esclerales de Velociraptor, Protoceratops y las aves y reptiles modernos indican que Velociraptor pudo haber sido nocturno, mientras que Protoceratops pudo haber sido catemeral, activo durante todo el día en intervalos cortos, lo que sugiere que la pelea pudo haber ocurrido en el crepúsculo o en condiciones de poca luz.

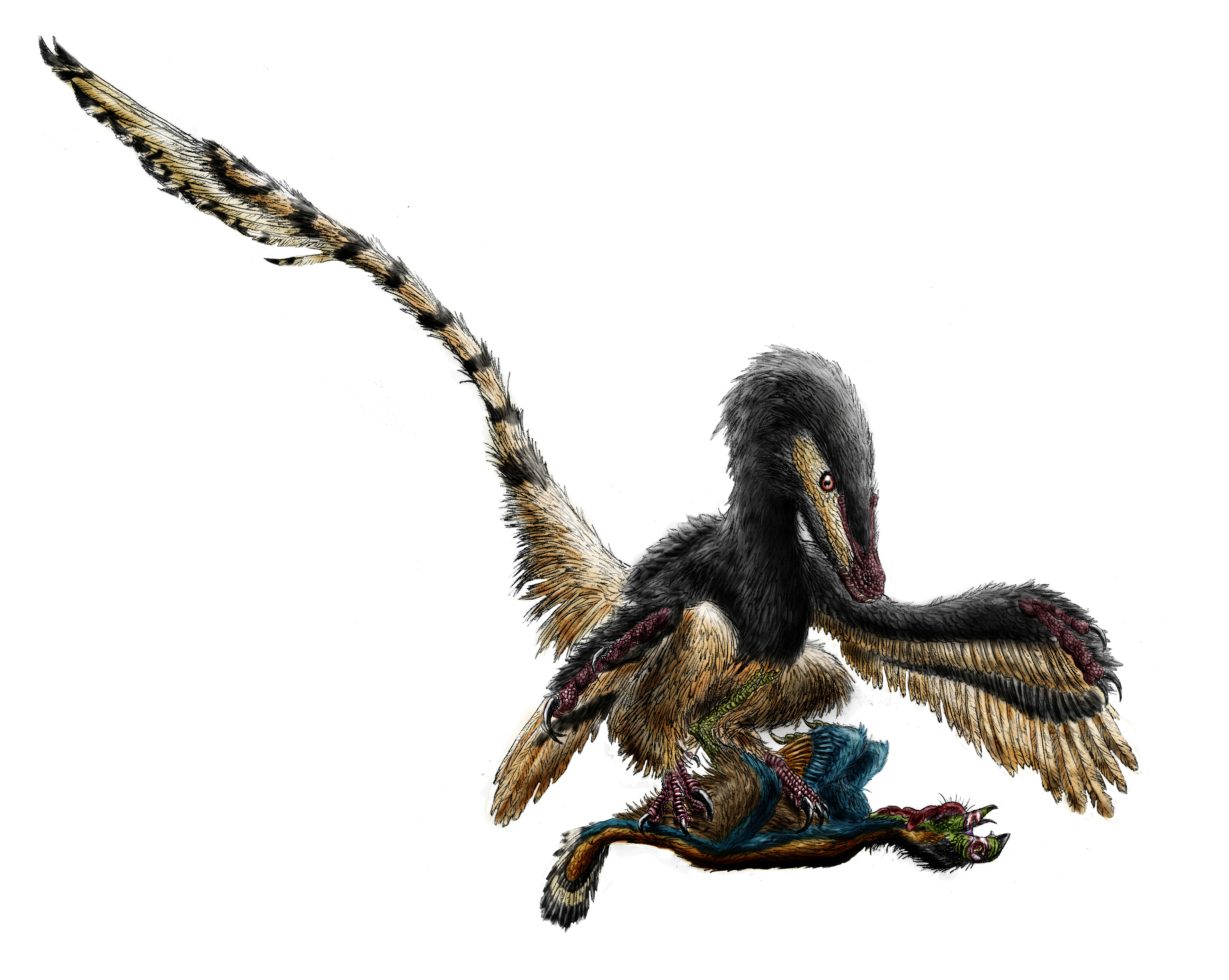
Recreación de un Velociraptor enfrentado a un oviraptorosáurido.

La distintiva garra hipertrofiada, en el segundo dígito del pie con forma de garra de los dromeosáuridos, ha sido tradicionalmente representada como un arma acuchilladora, que se supone usaban para cortar y desentrañar a su presa. En el espécimen de los «dinosaurios luchadores», el Velociraptor está ubicado debajo, con su mortal uña aparentemente encajada en la garganta de su víctima, mientras que el pico del protocerátopo muerde y sujeta el brazo derecho de su atacante. Esto sugiere que ese Velociraptor pudo haber utilizado su uña para matar con precisión perforando los órganos vitales, como la vena yugular, la arteria carótida o la tráquea, en vez de desgarrar el abdomen. Dado que el borde interior de la uña era redondeado y no del todo afilado, esta no pudo haber generado un tipo de corte de desgarre, haciendo a la uña un arma más de perforación que de corte, aunque solo se conoce el núcleo óseo de la uña; la vaina de queratina pudo haber poseído un borde más afilado. Sin embargo, es improbable que el filo haya podido ser mantenido, porque la uña, por lo que se sabe, no podía ser retraída para protegerla. Tampoco pudo haber sido fácil raspar cualquier cosa, un problema que también tienen los gatos. Este hecho indicaría que la gruesa pared abdominal de piel y músculo del protocerátopo habría sido difícil de acuchillar con semejante superficie cortante embotada. La hipótesis del acuchillamiento fue examinada en un documental de la BBC de 2005 The Truth About Killer Dinosaurs. Los productores del programa crearon una garra artificial de Velociraptor con la uña en forma de hoz y usaron un vientre de cerdo para simular una presa del dinosaurio. Aunque la uña penetró la pared abdominal, fue incapaz de cortarla y abrirla, indicando que la uña no se usaba para desentrañar a la presa.

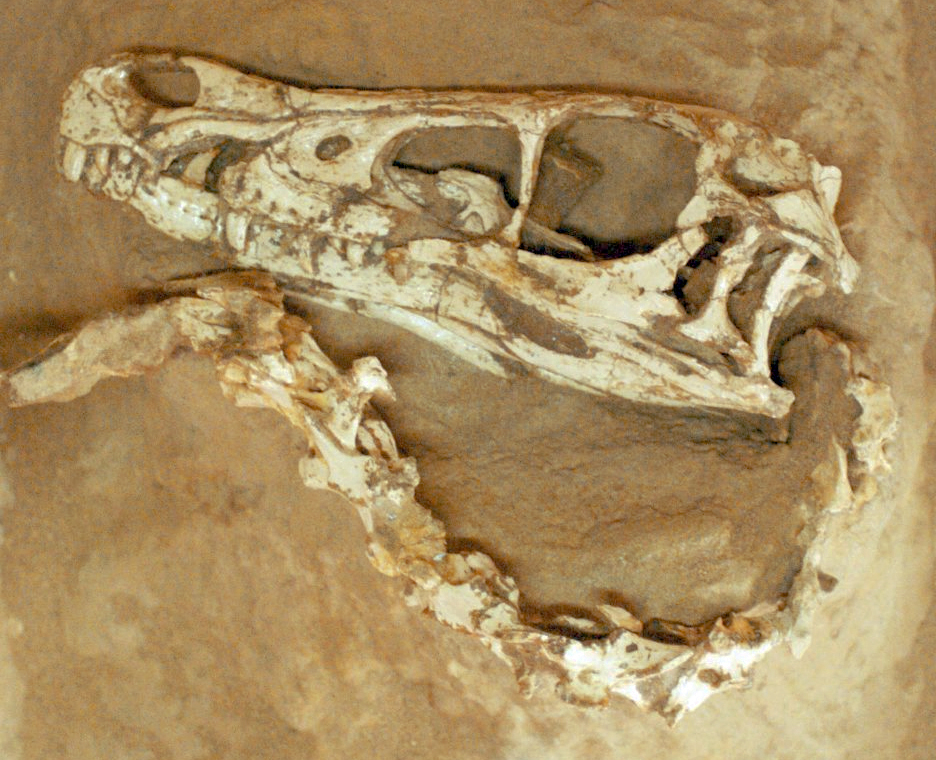
Cráneo de V. mongoliensis del espécimen de los «dinosaurios luchadores»

Deinonychus es un dromeosáurido filogenéticamente muy cercano a Velociraptor, y con frecuencia se han hallado restos de deinónicos en grupos de varios ejemplares. Deinonychus es también ocasionalmente asociado con un herbívoro más grande, Tenontosaurus, lo cual se ha interpretado como una prueba de caza cooperativa. Sin embargo, aunque se han descubierto muchos fósiles de Velociraptor y otros dromeosáuridos en Mongolia, todos han sido especímenes aislados y no en cercanía de algún otro. La única prueba sólida de comportamiento social entre los dromeosáuridos viene de una impresión de huellas en China, la cual muestra seis individuos de una especie grande moviéndose como un grupo, aunque no se han hallado pruebas de caza cooperativa. Ningún otro grupo de dromeosáuridos se ha hallado en asociación cercana.
En 2011, Denver Fowler et al. sugirieron un nuevo método por el cual los dromeosáuridos como Velociraptor pudieron haber atrapado presas menores. En este modelo, conocido como el modelo de depredación «retención de presa de ave rapaz» (RPR en inglés), proponen que los dromeosáuridos mataban a sus víctimas de una manera muy similar a la de las actuales aves de presa accipítridos: saltando sobre su presa, fijándola con su peso corporal, y sujetándola firmemente con sus grandes garras en forma de hoz. Como los accipítridos, los dromeosáuridos podrían haber comenzado a alimentarse de su presa estando aún viva, hasta que finalmente muriera por la pérdida de sangre y la falla de sus órganos. Esta propuesta está basada principalmente en comparaciones entre la morfología y las proporciones del pie y las patas de los dromeosáuridos y varios grupos de aves actuales de presa con comportamiento predatorio. Fowler encontró que el pie y las patas de estos dinosaurios son muy parecidos a los de las águilas y halcones, especialmente por poseer una garra en el segundo dedo muy alargada y un rango similar de movimiento de agarre. El corto tarsometatarso y la fuerza del pie, sin embargo, podrían haber sido más similares a los de los búhos. El método RPR de predación podría ser consistente con otros aspectos de la anatomía de Velociraptor, como su mandíbula inusual y la morfología del brazo. Los brazos, que podrían haber ejercido bastante fuerza y cubiertos con largas plumas, pueden haber sido usados como estabilizadores aleteando para balancearse mientras estaba encima de una presa que luchaba, junto con la rígida cola de contrabalanceo. Las mandíbulas, que Fowler et al. consideran comparativamente débiles, podrían haber sido útiles para comerse viva a la presa, pero no tan útiles para despacharla rápida y contundentemente. Estas adaptaciones predatorias trabajando juntas también pueden haber tenido implicaciones para el origen del aleteo en los paravianos.

### Comportamiento carroñero
En 2010 Hone et al. publicaron un artículo sobre su descubrimiento de 2008 de dientes aislados que consideraron de Velociraptor junto a unas marcas de mordida en el hueso de un supuesto Protoceratops en la formación Bayan Mandahu. Los autores concluyeron que el hallazgo representaba «la última etapa de consumo del cadáver por parte del Velociraptor», ya cuando el depredador se había comido otras partes de un Protoceratops recién muerto, antes de morder en el área de la mandíbula. Esta observación fue percibida como una prueba adicional para la inferencia basada en el fósil de los «dinosaurios luchadores» de que Protoceratops era parte de la dieta de Velociraptor. En 2012 Hone y colaboradores publicaron un artículo que describía un espécimen de Velociraptor con un hueso largo de un pterosaurio azdárquido en su garganta. Este hallazgo fue interpretado como una prueba de comportamiento carroñero.

### Sentidos
Los exámenes del endocráneo de Velociraptor indican que pudo detectar y escuchar una amplia gama de frecuencias de sonido, 2368–3965 Hz y, como resultado, pudo rastrear presas con facilidad. Los exámenes del endocráneo también consolidaron aún más la teoría de que los dromeosáuridos eran  depredadores ágiles y veloces. La evidencia fósil sugiere que Velociraptor comiendo carroña también indica que era un animal oportunista y activamente depredador, que se alimentaba de carroña en tiempos de sequía o hambruna, si tenía problemas de salud o según la edad del animal.

### Plumas
En 2007, Alan H. Turner y sus colegas informaron la presencia de seis protuberancias en el cúbito de un espécimen de Velociraptor, referido como IGM 100/981, de la localidad de Ukhaa Tolgod de la Formación Djadochta. Turner y sus colegas interpretaron la presencia de plumas en Velociraptor como evidencia en contra de la idea de que los maniraptoranos más grandes y no voladores perdieron sus plumas secundariamente debido a un tamaño corporal más grande. Además, notaron que las protuberancias de las plumas casi nunca se encuentran en especies de aves no voladoras en la actualidad, y que su presencia en Velociraptor, que se supone que no volaba debido a su tamaño relativamente grande y sus extremidades anteriores cortas, es evidencia de que los ancestros de los dromeosáuridos podían volar. Esto haría que Velociraptor y otros miembros grandes de esta familia fueran secundariamente no voladores, aunque es posible que las grandes plumas de las alas que se infieran para los ancestros de Velociraptor tuvieran un propósito distinto del vuelo. Las plumas del Velociraptor no volador pueden haber sido utilizadas para exhibición, para cubrir sus nidos mientras empolla, o para mayor velocidad y empuje al correr por pendientes inclinadas. Debido a la presencia de otro dromeosáurido en Ukhaa Tolgod, Tsaagan, Napoli y su equipo han notado que la referencia de este espécimen a Velociraptor actualmente está sujeta a revisión.

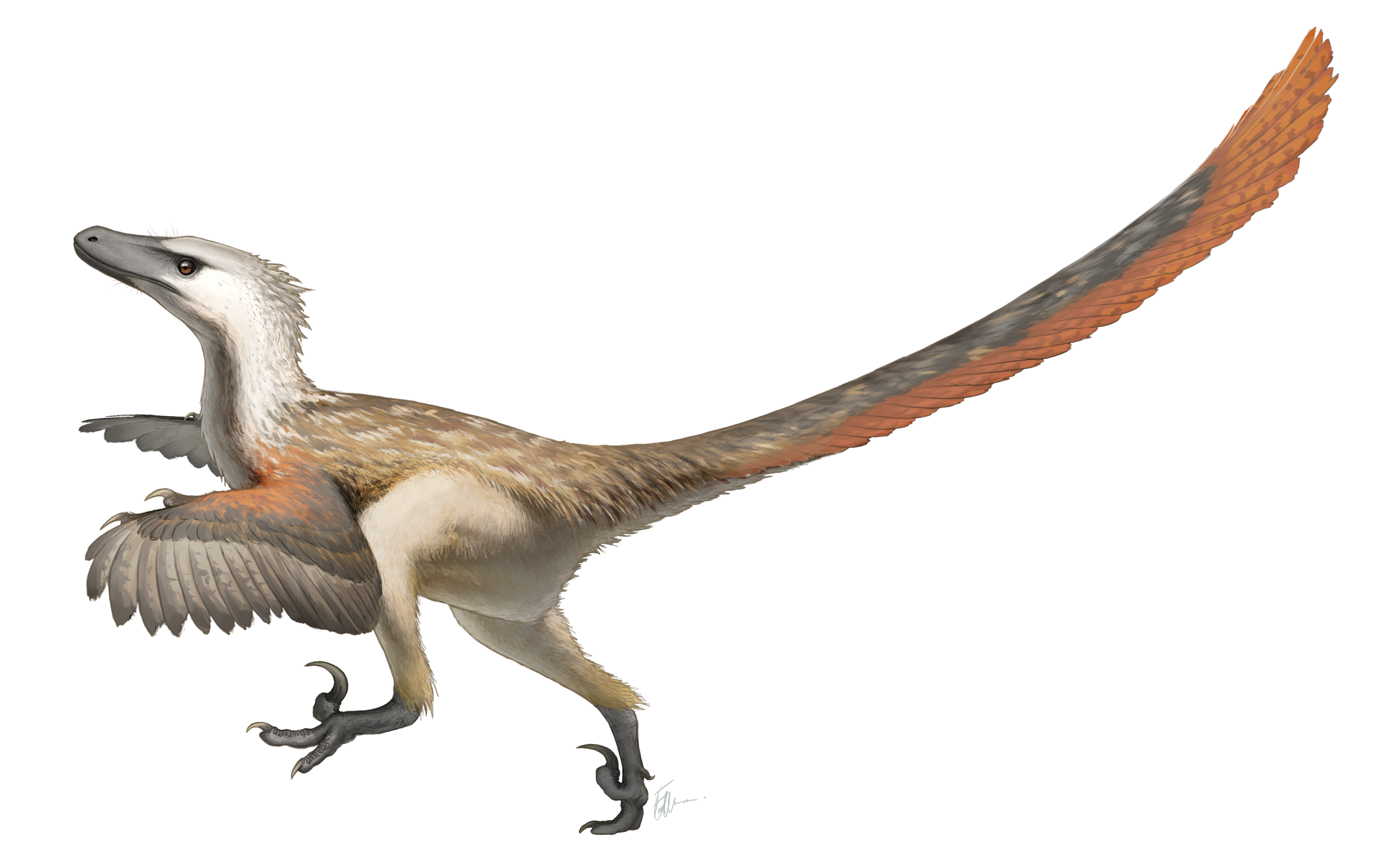
Velociraptor mongoliensis reconstruido con grandes plumas en los brazos, según la observación de las protuberancias para plumas en sus brazos.

Se conocen especies de dromeosáuridos más antiguas que Velociraptor con el cuerpo cubierto de plumas, totalmente desarrolladas en los brazos. El hecho de que los ancestros de Velociraptor fueran emplumados y con alguna capacidad de vuelo sugiere que Velociraptor también llevaba plumas, dado que incluso las aves no voladoras de hoy retienen mucho de su plumaje. En septiembre de 2007, Turner, Makovicky y Norell publican que el cúbito, uno de los huesos del brazo, de un Velociraptor hallado en Mongolia presenta unas protuberancias típicas de la inserción de cañones de plumas. Estas protuberancias en los huesos del ala de las aves muestran dónde se sujetan las plumas, y su presencia en Velociraptor indica que también este dinosaurio las tenía. De acuerdo con el paleontólogo Alan Turner,

La carencia de uniones de los cañones no necesariamente significa que un dinosaurio no tuviera plumas. Hallarlas en Velociraptor, sin embargo, significa que definitivamente tenía plumas. Esto es algo que sospechábamos hace tiempo, pero no habíamos sido capaces de comprobarlo.

Otro de los coautores del trabajo, Mark Norell, conservador a cargo de los reptiles fósiles, anfibios y aves en el Museo Americano de Historia Natural, también comentó su descubrimiento, diciendo lo siguiente:

Cuanto más aprendemos sobre estos animales, más nos encontramos con que prácticamente no hay diferencia entre las aves y los dinosaurios más estrechamente relacionados con sus ancestros como Velociraptor. Ambos tienen espolones, empollaban sus nidos, poseen huesos huecos y estaban cubiertos de plumas. Si animales como Velociraptor estuvieran vivos hoy nuestra primera impresión sería que no eran más que aves de aspecto muy inusual.

De acuerdo con Turner, Makovicky y Norell, las protuberancias que sostienen las plumas no se presentan en todas las aves prehistóricas, pero su ausencia no significa que el animal no estuviera emplumado —los flamencos, por ejemplo, carecen de esas protuberancias—. Sin embargo, su presencia confirma que Velociraptor tenía plumas alares de aspecto moderno, con un raquis y un vexilo formado por barbas. El espécimen de antebrazo sobre el que las protuberancias fueron halladas (ejemplar número IGM 100/981) representa un animal de 1.5 m de largo y quince kilogramos de peso. Basándose en los espacios entre las seis protuberancias preservadas en este espécimen, los autores sugirieron que Velociraptor tenía catorce plumas secundarias (plumas del ala provenientes del antebrazo), comparadas con doce o más en Archaeopteryx, dieciocho en Microraptor y diez en Rahonavis. Este tipo de variación en el número de plumas del ala entre especies cercanamente relacionadas es algo esperable, según afirman los autores, dado que una variación similar aparece entre las aves modernas.
Turner y sus colaboradores interpretaron la presencia de plumas en Velociraptor como una prueba en contra de la idea de que los grandes dinosaurios no voladores del taxón Maniraptora perdieron sus plumas de forma secundaria debido a su mayor tamaño. Más aún, notaron que las protuberancias casi nunca se encuentran en las aves no voladoras actuales, y su presencia en Velociraptor (que debió ser terrestre debido a su relativamente gran tamaño y brazos cortos) es una prueba de que los ancestros de los dromeosáuridos podían volar, lo que haría a Velociraptor y otros miembros de gran tamaño de su familia secundariamente terrestres, aunque es posible que las largas plumas del ala inferidas en los ancestros de Velociraptor tuvieran un propósito distinto al vuelo. Las plumas del no volador Velociraptor pueden haber sido usadas para exhibirse, cubrir sus nidos mientas empollaba, o para añadir velocidad e impulso cuando corría hacia arriba en pendientes inclinadas.

### Alimentación
En 2020, Powers y sus colegas volvieron a examinar los maxilares de varios taxones de eudromeosáuridos y concluyeron que la mayoría de los asiáticos y norteamericanos estaban separados por la morfología del hocico y las estrategias ecológicas. Descubrieron que el maxilar era una referencia confiable al inferir la forma del premaxilar y el hocico en general. Por ejemplo, la mayoría de las especies asiáticas tienen hocicos alargados basados en el maxilar, es decir, velociraptorinos, lo que indica una alimentación selectiva en Velociraptor y parientes, como recoger presas pequeñas y rápidas. Por el contrario, la mayoría de los eudromeosáuridos norteamericanos, en su mayoría dromeosaurios, presentan una morfología maxilar robusta y profunda. Sin embargo, el gran dromeosáurido Achillobator es una excepción única a los taxones asiáticos con su maxilar profundo.

### Metabolismo
El hecho de que Velociraptor estuviera cubierto de plumas hace suponer que era homeotermo (de sangre caliente), ya que una cubierta aislante solo tiene sentido en animales que necesitan mantener su calor corporal y resultaría un estorbo para un animal que tuviera que calentarse al sol. Esto podemos comprobarlo en animales modernos que poseen «abrigos» emplumados o peludos, como pudo haber tenido Velociraptor, que solo son de sangre caliente. Esto además supone que debería necesitar de importantes cantidades de carne para mantener su metabolismo. Sin embargo, el rango de crecimiento de los huesos en dromeosáuridos y algunas aves primitivas sugieren un metabolismo más moderado, comparado con la mayoría de los modernos mamíferos y aves de sangre caliente. Los kiwis son similares a los dromeosáuridos en anatomía, cubiertos de plumas, estructura ósea e incluso la forma estrecha de los senos nasales (normalmente un buen indicador de metabolismo). Los kiwis son aves muy activas, especializados y sin capacidad de volar, con una temperatura corporal estable y un rango metabólico de descanso bastante bajo, siendo un buen ejemplo del metabolismo de aves primitivas y dromeosáuridos.

### Patología
En 1995, Norell y sus colegas informaron de un cráneo de Velociraptor mongoliensis que tiene dos hileras paralelas de pequeñas perforaciones en sus huesos frontales que, tras un examen más detenido, encajan con el tamaño y espacio de los dientes de Velociraptor. Los científicos creen que la herida fue probablemente infligida por otro Velociraptor durante una pelea. De hecho, dado que el hueso fósil no muestra signos de haberse sanado en torno a las heridas de mordidas, esta lesión probablemente lo mató. En 2001, Molnar y su equipo observaron que este espécimen es MPC-D 100/976, procedente de la localidad de Tugrik Shireh, que también ha aportado el espécimen «Fighting Dinosaurs».
En 2012, David Hone y su equipo informaron que otro espécimen de Velociraptor lesionado, MPC-D 100/54, aproximadamente un individuo subadulto, que se encontró con los huesos de un pterosaurio azdárquido dentro de su cavidad estomacal, estaba cargando o recuperándose de una lesión sufrida en una costilla. A partir de la evidencia en los huesos de pterosaurio, que carecían de picaduras o deformaciones por la digestión, se infiere que el Velociraptor murió poco después, posiblemente debido a la lesión anterior. Sin embargo, el equipo notó que estas costillas rotas muestran signos de curación ósea.

## Paleoecología

### Procedencia

#### Formación Djadochta

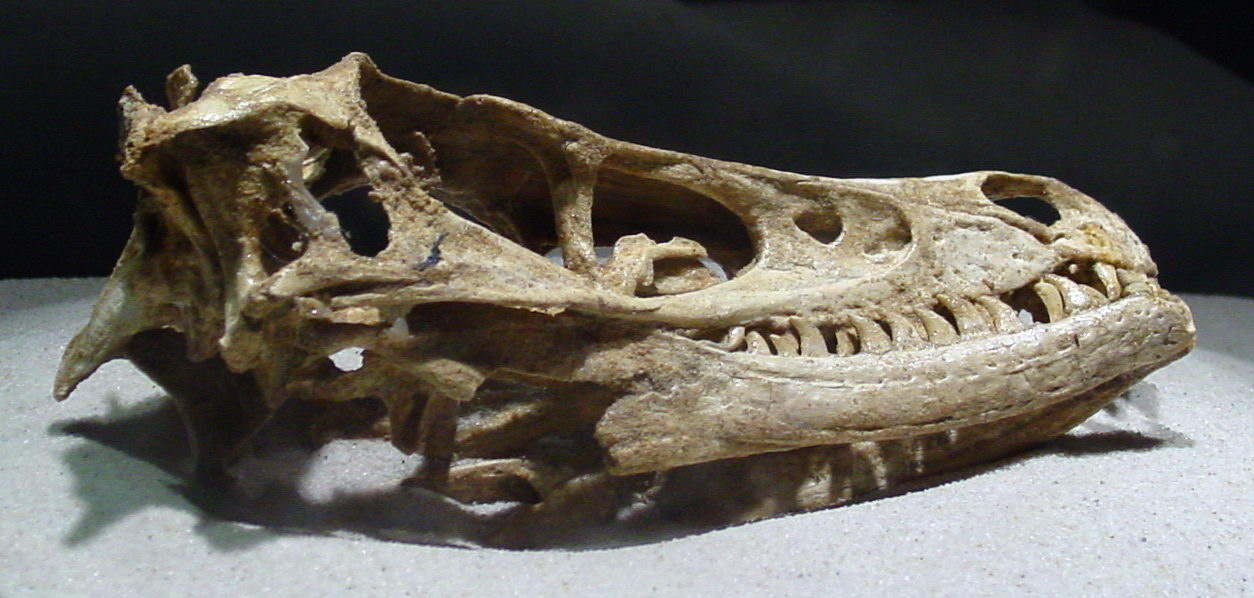
Cráneo bien preservado y sin describir de Mongolia

Todos los especímenes conocidos del V. mongoliensis han sido descubiertos en la Formación de Djadochta, o Djadokhta, en la provincia de Ömnögovi, Mongolia, o en la zona china de Mongolia Interior. Una especie de Velociraptor, posiblemente V. mongoliensis, ha sido descubierta en el Macizo de Barun Goyot, Mongolia, que es una formación algo más reciente, aunque igualmente podrían pertenecer a un género nuevo sin determinar. Se estima que estas formaciones geológicas datan de la época Campaniense, hace unos 83 a 70 millones de años. del Cretácico superior. Los abundantes sedimentos, arenas, areniscas o caliche de la Formación Djadochta fueron depositados por procesos eólicos en entornos áridos con campos de dunas de arena y solo arroyos intermitentes, como lo indica la sedimentación fluvial, depositada en ríos, muy escasa, en un clima semiárido.
La Formación Djadochta está separada en un miembro inferior, Bayn Dzak y un miembro superior, Turgrugyin. V. mongoliensis se conoce de ambos miembros, representados por numerosos especímenes. El miembro de Bayn Dzak, principalmente la localidad de Bayn Dzak, ha producido el oviraptórido Oviraptor philoceratops, el anquilosáurido Pinacosaurus grangeri, protoceratópsido Protoceratops andrewsi y el troodóntido Saurornithoides. El miembro más reciente de Turgrugyi, principalmente la localidad de Tugriken Shireh, ha producido el ave Elsornis, el dromeosáurido Mahakala omnogovae, el ornitomímido Aepyornithomimus tugrikinensis y el protoceratópsido Protoceratops andrewsi.
Se han exhumado especímenes de V. mongoliensis en muchas de las zonas de Djadochta. El espécimen tipo fue descubierto en el área llamada Acantilados Llameantes, también conocida como Bayn Dzak y Shabarakh Usu, mientras que los «dinosaurios luchadores» fueron encontrados en la localidad de Tugrig, también conocida como Tugrugeen Shireh. Las bien conocidas localidades de Barun Goyot de Khulsan y Khermeen Tsav también han producido restos que pueden ser de Velociraptor o de un género relacionado. Un cráneo de dromeosáurido, identificado como IGM 100/1015, fue excavado en Ukhaa Tolgod, y podría ser de una nueva especie de Velociraptor. En las localidades de Khulsan y Khermeen Tsav en Barun Goyot, también se han hallado restos que podrían pertenecer al género Velociraptor. Recientemente se descubrieron fósiles del V. mongoliensis de Bayan Mandahu, un sitio prolífico en yacimientos fosilíferos, en Djadochta de Mongolia Interior. Sin embargo, estos fósiles no habían sido preparados o estudiados hasta 2008. Un cráneo parcial de un adulto de la formación Bayan Mandahu Formation ha sido asignado a una especie distinta, Velociraptor osmolskae.

#### Formación Bayan Mandahu
En las formaciones Bayan Mandahu, donde fue hallado V. osmolskae, y Djadochta estaban presentes muchos de los mismos géneros, aunque variaban a nivel de especie. Estas diferencias en la composición de especies pueden deberse a una barrera natural que separa las dos formaciones, que están relativamente cerca una de la otra geográficamente. Sin embargo, dada la falta de cualquier barrera conocida que pudiera causar las composiciones de fauna específicas que se encuentran en estas áreas, es más probable que esas diferencias indiquen una ligera diferencia de tiempo.
V. osmolskae vivió junto al anquilosáurido Pinacosaurus mephistocephalus, al alvarezsáurido Linhenykus monodactylus, al dromeosáurido estrechamente relacionado Linheraptor exquisitus, los oviraptóridos Machairasaurus leptonychus y Wulatelong gobiensis, los  protoceratópsidos Bagaceratops rozhdestvenskyi y Protoceratops hellenikorhinus y los troodóntidos Linhevenator tani, Papiliovenator neimengguensis y Philovenator curriei. Los sedimentos a través de la formación indican un ambiente deposicional similar al de la Formación Djadochta.

### Hábitat
Todos estos sitios presentaban un clima árido, con campos de dunas de arena y arroyos intermitentes. Sin embargo, las pruebas existentes indicarían que en Barun Goyot el clima fue más húmedo que el de Djadochta.

Panorama de los Acantilados Llameantes del desierto de Gobi, Mongolia, durante la puesta de sol. Allí se encontró el espécimen tipo de Velociraptor.

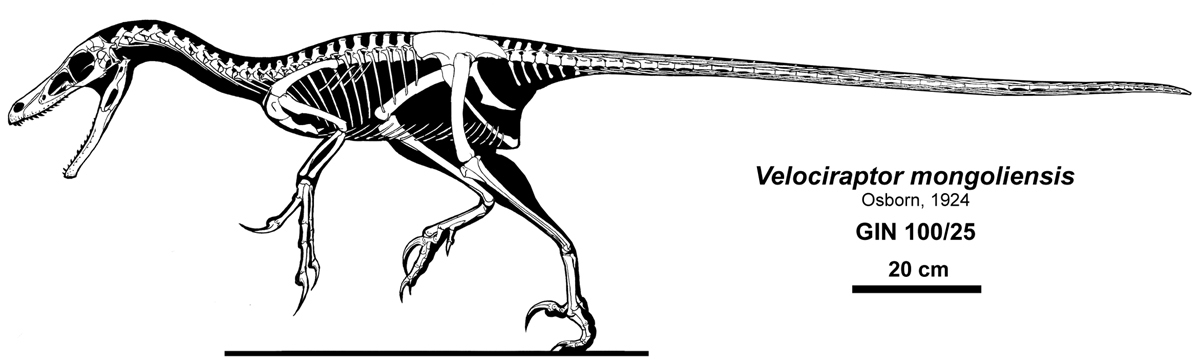
Recreación del esqueleto.

Los depósitos en los que ha sido hallado Velociraptor dan una buena idea de cómo pudo haber sido el paisaje o hábitat en el que vivía. Los sitios en Djadochta muestran un ambiente árido con numerosos desiertos y dunas de arena en los que crecieron densos bosques atravesados por quebradas o arroyos intermitentes. Normalmente en hábitats como estos suele encontrarse a Velociraptor. Sin embargo, otros depósitos más recientes en Barun Goyot, en los que también hay restos del Velociraptor, muestran un clima levemente más húmedo, lo que indica que alrededor de la época Campaniense el clima y ambiente de Velociraptor tuvo ligeros cambios. La postura de algunos fósiles completos, así como el modo de preservación, muestran que estaban dentro de depósitos de arenisca desestructurados, lo que indica que un número de especímenes fueron enterrados vivos durante tormentas de arena, eventos comunes en estos ambientes.
Muchos de los mismos géneros estaban presentes en estas formaciones, aunque variaban al nivel de especie. Por ejemplo, en Djadochta habitaban Velociraptor mongoliensis, Protoceratops andrewsi y Pinacosaurus grangeri, mientras que en Bayan Mandahu residían Velociraptor osmolskae, Protoceratops hellenikorhinus y Pinacosaurus mephistocephalus. Estas diferencias en la composición de especies puede ser debida a una barrera natural que separaba a ambas formaciones, las cuales son relativamente cercanas geográficamente. Sin embargo, dada la carencia de cualquier barrera conocida que pudiera causar endemismo en las faunas de estas áreas, es más probable que estas diferencias indiquen una leve diferencia temporal.
Otros dinosaurios conocidos de las mismas localidades de V. mongoliensis incluyen al ave primitiva Judinornis, el troodóntido Saurornithoides, el oviraptórido Oviraptor, y el dromeosáurido primitivo Mahakala, además de los mamíferos Deltatheridium y Zalambdalestes. V. osmolskae vivió junto al ceratopsio Magnirostris, así como el oviraptórido Machairasaurus y el dromeosáurido Linheraptor.

## En la cultura popular

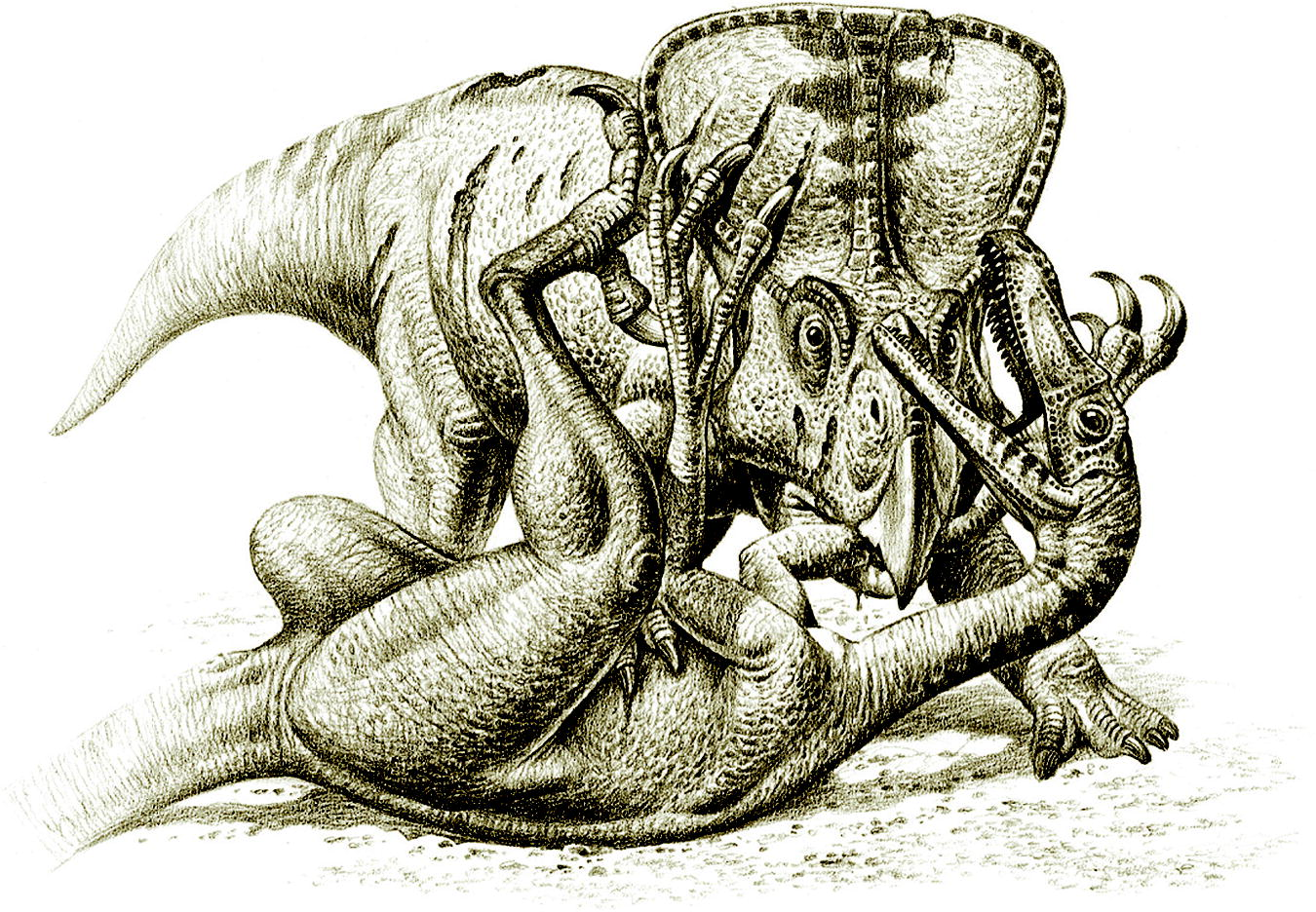
Restauración de 2003 de Raúl Martín mostrando un Velociraptor desplumado luchando contra un Protoceratops. La criatura continúa siendo mostrada en esta forma anticuada en muchas imágenes populares.

Velociraptor es bien conocido por su papel de un cruel y astuto asesino en la novela de 1990 Parque Jurásico, de Michael Crichton, y su posterior adaptación fílmica en 1993, dirigida por Steven Spielberg. Los «raptores» aparecidos en Parque Jurásico fueron diseñados representando a su pariente más grande, Deinonychus, al cual algunos científicos por entonces llamaban Velociraptor antirrhopus. Los paleontólogos en la película y la novela excavan un esqueleto de Velociraptor en Montana, donde habrían sido hallados los fósiles de Deinonychus, lejos del área en Asia Central propia de Velociraptor. Un personaje en la novela de Crichton aclara esto: «El Deinonychus se considera ahora como uno de los Velociraptor», indicando que Crichton usó la taxonomía propuesta por Gregory Paul en 1988. Sin embargo, los «raptores» en la novela se referían a Velociraptor mongoliensis. Crichton se reunió con el descubridor de Deinonychus, John Ostrom, varias veces en la Universidad de Yale para discutir los detalles de la posible gama de comportamientos y apariencia del animal. Crichton en un momento le dijo a Ostrom en tono de disculpa que había decidido usar el nombre Velociraptor en lugar de Deinonychus porque el nombre anterior era «más dramático». Según Ostrom, Crichton afirmó que el Velociraptor de la novela se basaba en Deinonychus en casi todos los detalles y que solo se había cambiado el nombre. Los cineastas de Jurassic Park también solicitaron todos los artículos publicados de Ostrom sobre Deinonychus durante la producción. Retrataron a los animales con el tamaño, las proporciones y la forma del hocico de Deinonychus en lugar de Velociraptor.
La producción de Jurassic Park comenzó antes de que se hiciera público el descubrimiento del gran dromeosáurido Utahraptor en 1991, pero como Jody Duncan escribió sobre este descubrimiento:

Más tarde, después de que diseñamos y construimos el raptor, se descubrió un esqueleto de raptor en Utah, al que llamaron «super-slasher». Habían descubierto el Velociraptor más grande hasta la fecha y medía 1.65 metros de alto, como el nuestro. Así que lo diseñamos, lo construimos y luego lo descubrieron. Eso todavía me sorprende.

Se consideró brevemente el nombre de Spielberg para nombrar al nuevo dinosaurio a cambio de la financiación del trabajo de campo, pero no se llegó a ningún acuerdo.
Los Velociraptor representados en las películas de Parque Jurásico fueron científicamente inexactos en diversas maneras. Una discrepancia importante, posiblemente explicada por el hecho de que Deinonychus fue usado como modelo, es que el tamaño del Velociraptor de la película fue mucho más grande que el de sus diminutas contrapartes reales. El tamaño de Velociraptor de la película también pudo haber sido aumentado por razones dramáticas por el director Steven Spielberg.
En las versiones de la película, los Velociraptor estaban además cubiertos de escamas. No hay prueba alguna de escamas corporales reportadas en ningún dinosaurio del clado Maniraptora y es más probable que este haya estado cubierto de plumas. En Parque Jurásico III aparecen estructuras similares a plumas en la parte posterior de la cabeza y cuello, aunque estas no se asemejan a las plumas conocidas de dromeosáuridos en la vida real. Adicionalmente, los miembros delanteros de los animales filmados no se parecen a aquellos de los dromeosáuridos reales y sus colas eran muy cortas y flexibles, errores en la anatomía que contradicen directamente las pruebas fósiles. En la película Parque Jurásico III, uno de los personajes indica además que los Velociraptor eran más inteligentes que los delfines, ballenas y primates. Basándose en el registro fósil, esto es altamente dudoso, y es más probable que, aunque eran inteligentes comparados con otros dinosaurios, eran menos inteligentes que los grandes felinos modernos. Sin embargo, el dromeosaurio Pyroraptor fue emplumado para Jurassic World Dominion, junto con otros cambios como endurecer la cola para tener en cuenta los tendones osificados y despronar las manos.